# Aké
Aké (Ruinas de Aké), (del maya: Toponímico y patronímico. Ak'é: lugar de bejucos) es un yacimiento arqueológico maya precolombino. En torno al yacimiento se desarrolló una hacienda henequenera que ha mantenido su operación agroindustrial y que recibió el nombre de San Lorenzo de Aké. Rodeando el casco de la hacienda hay un pequeño centro poblacional que integra una comisaría del municipio de Tixkokob. El conjunto está ubicado a 32 kilómetros de la ciudad de Mérida.

## Geografía
El sitio arqueológico de Aké está ubicado en el municipio de Tixkokob, en el estado de Yucatán, México, 32 km al este - sureste de la ciudad de Mérida.

## Arqueología

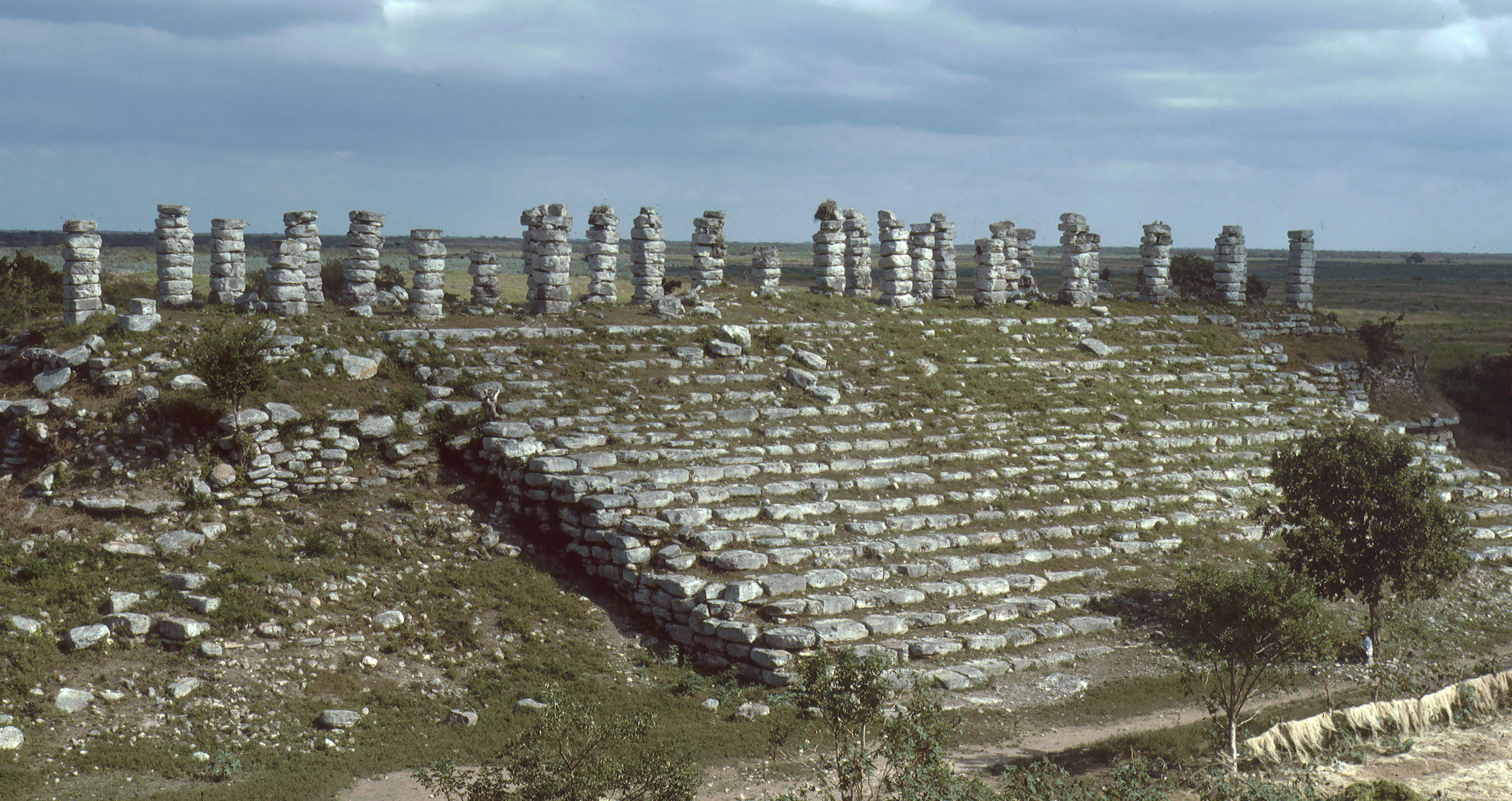
Ruinas de Aké

Los monumentos datan de la época clásica y posclásica mesoamericana. Las primeras descripciones del yacimiento arqueológico fueron publicadas por John Lloyd Stephens y Frederick Catherwood en 1841.
Aké está rodeado por dos muros concéntricos. El primero de ellos, de forma rectangular, se encuentra alrededor del núcleo del sitio que tiene una superficie de aproximadamente 4 km²; el segundo, rodea lo que habría sido la ciudad. Hay una estructura denominada "El Palacio" que está constituido en su cima por filas de columnas de piedra que reposan sobre una plaza a la que se accede por una rescalera muy amplia y de escalones estrechos. El auge del asentamiento maya original se ha ubicado arqueológicamente durante el periodo denominado clásico tardío (800-1000 d C.).
Una de las particularidades del sitio es el vestigio de un sacbé (camino blanco) que unía este emplazamiento con la ciudad de Izamal a 40 km de distancia, en donde también se puede ver otra porción de la ruta maya. Este sacbé fue parte de una red de caminos construidos por los mayas para enlazar las principales ciudades de la Península de Yucatán y que permitían recorrer grandes distancias, desde los sitios del interior de la península hasta los principales puertos o centros productores de sal.

## Hacienda henequenera
La hacienda henequenera San Lorenzo de Aké en cuyos terrenos se encuentra el yacimiento arqueológico, mantiene su vigencia desde el ángulo productivo por el impulso del propietario de su casco actual, el ingeniero Andrés Solís Preciat. La hacienda alcanzó su máximo grado de producción henequenera durante la época del auge de esta agroindustria, hacia principios del siglo XX. Durante esa época emitió fichas (moneda con valor para el intercambio comercial) las que por su diseño son de interés numismático. En la actualidad las actividades productivas de la hacienda han sido diversificadas e incluyen aparte de la desfibración del henequén, una cordelería, la cría de venados y la promoción turística del lugar.

## Demografía
Según el censo de 2005 realizado por el INEGI, la población de la localidad era de 382 habitantes, de los cuales 198 eran hombres y 184 eran mujeres.
| 113                         | 336 | 277 | 439 | 337 | 462 | 428 | 387 | 385 | 352 | 412 | 388 | 382 |
| (Fuente: INEGI [Consultar]) |     |     |     |     |     |     |     |     |     |     |     |     |

## Galería de fotos de Ruinas de Aké

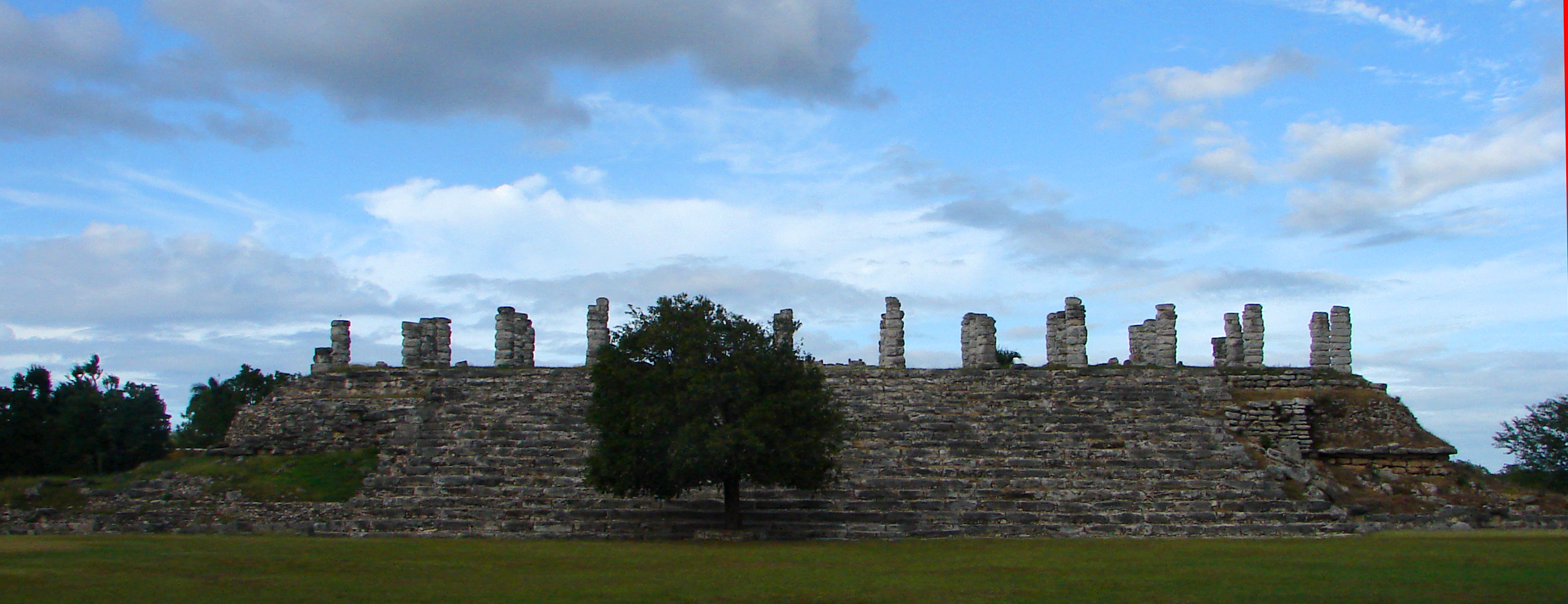
Otra vista del "Palacio" de Aké.
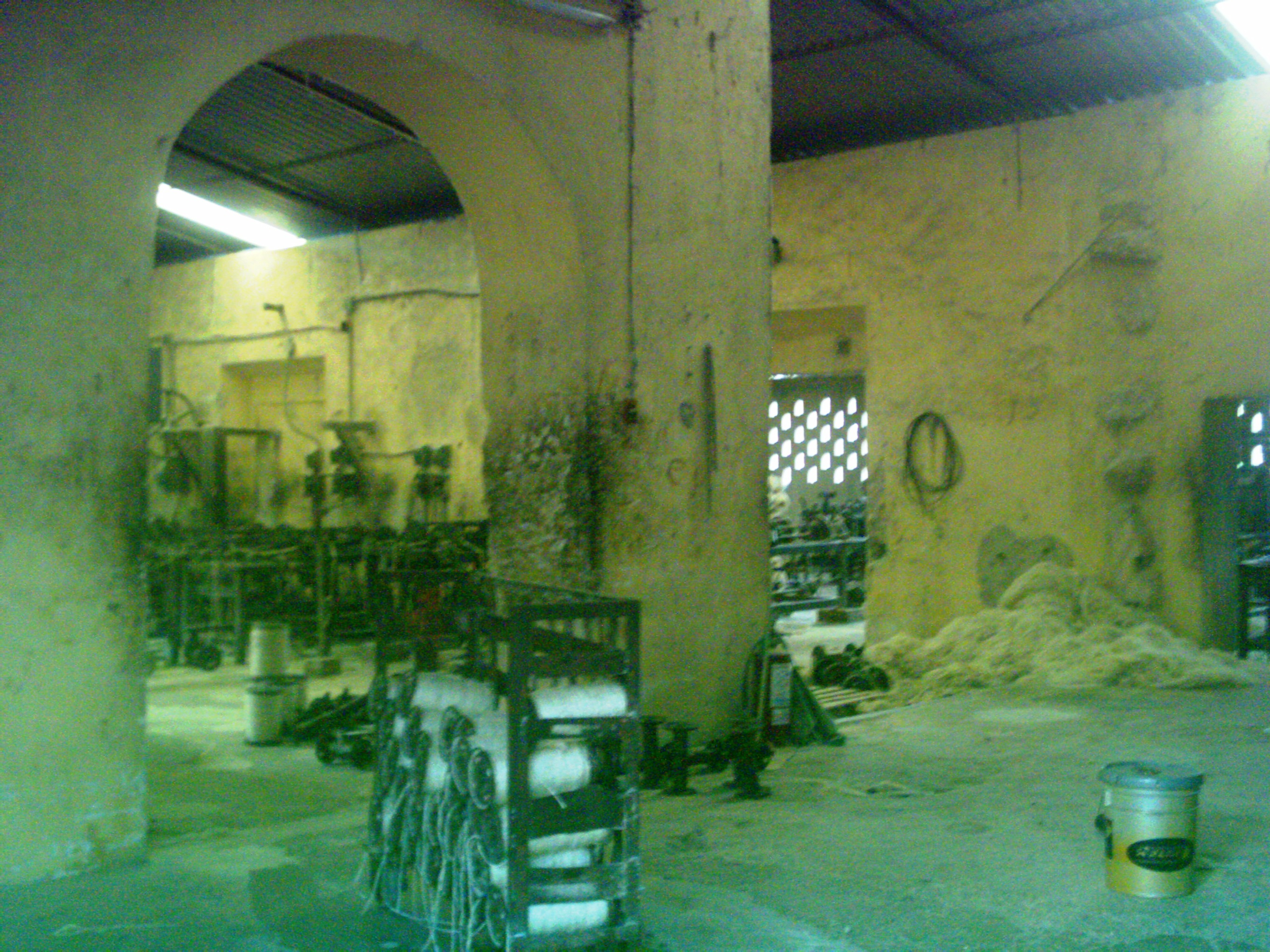
Desfibradora de henequén en las ruinas de Aké.
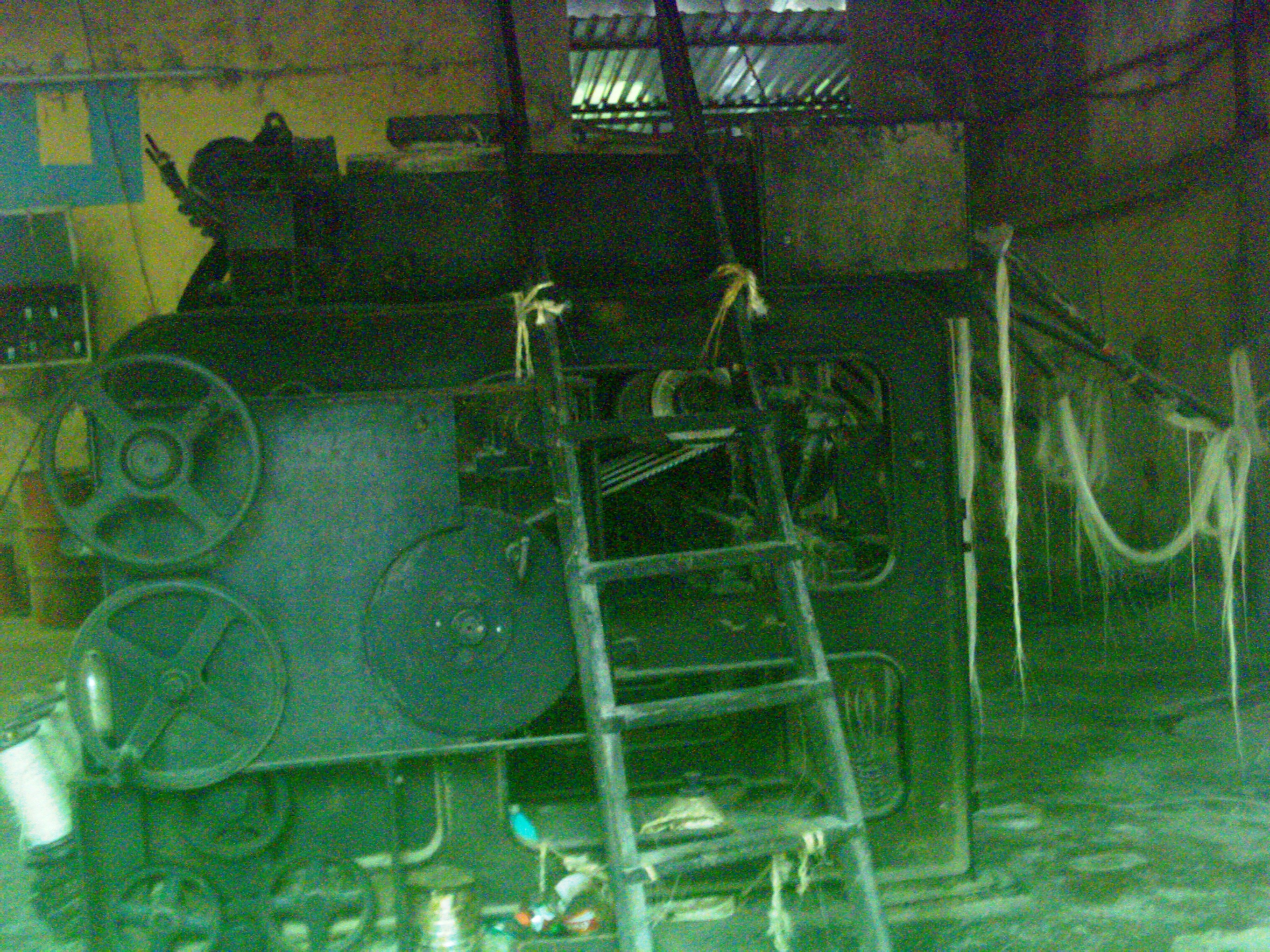
Desfibradora de henequén en las ruinas de Aké.
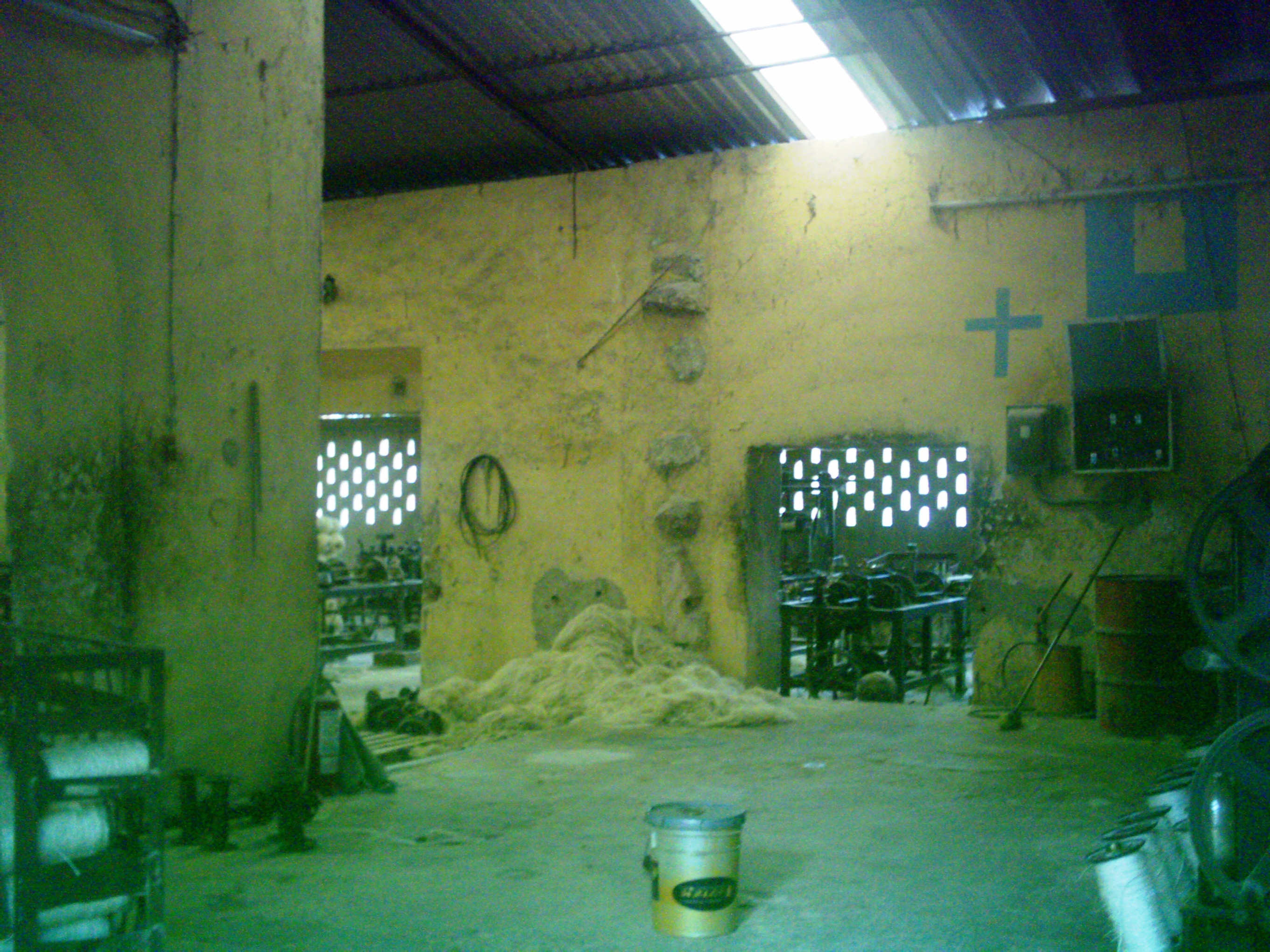
Desfibradora de henequén en las ruinas de Aké.
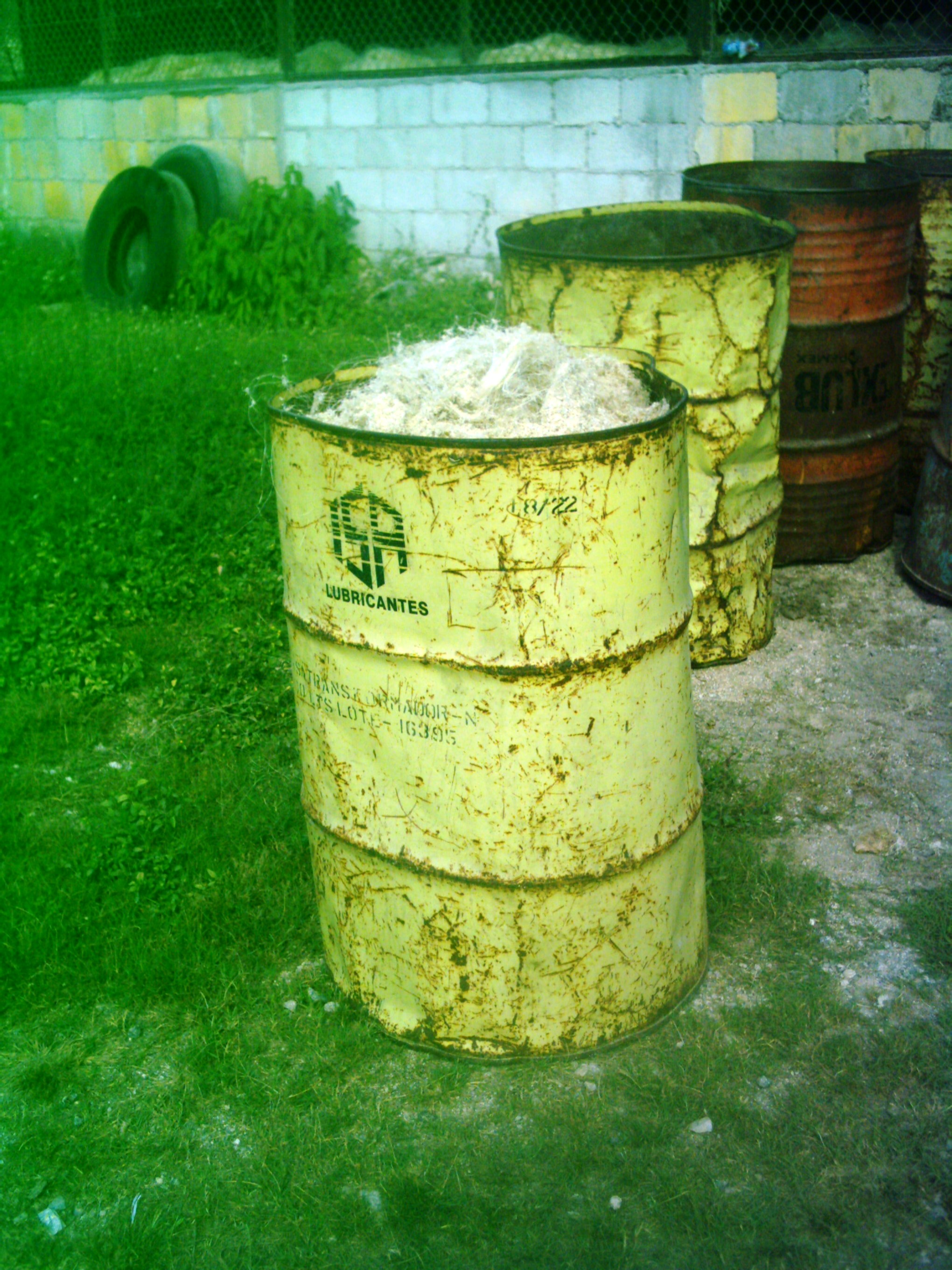
Desfibradora de henequén en las ruinas de Aké.
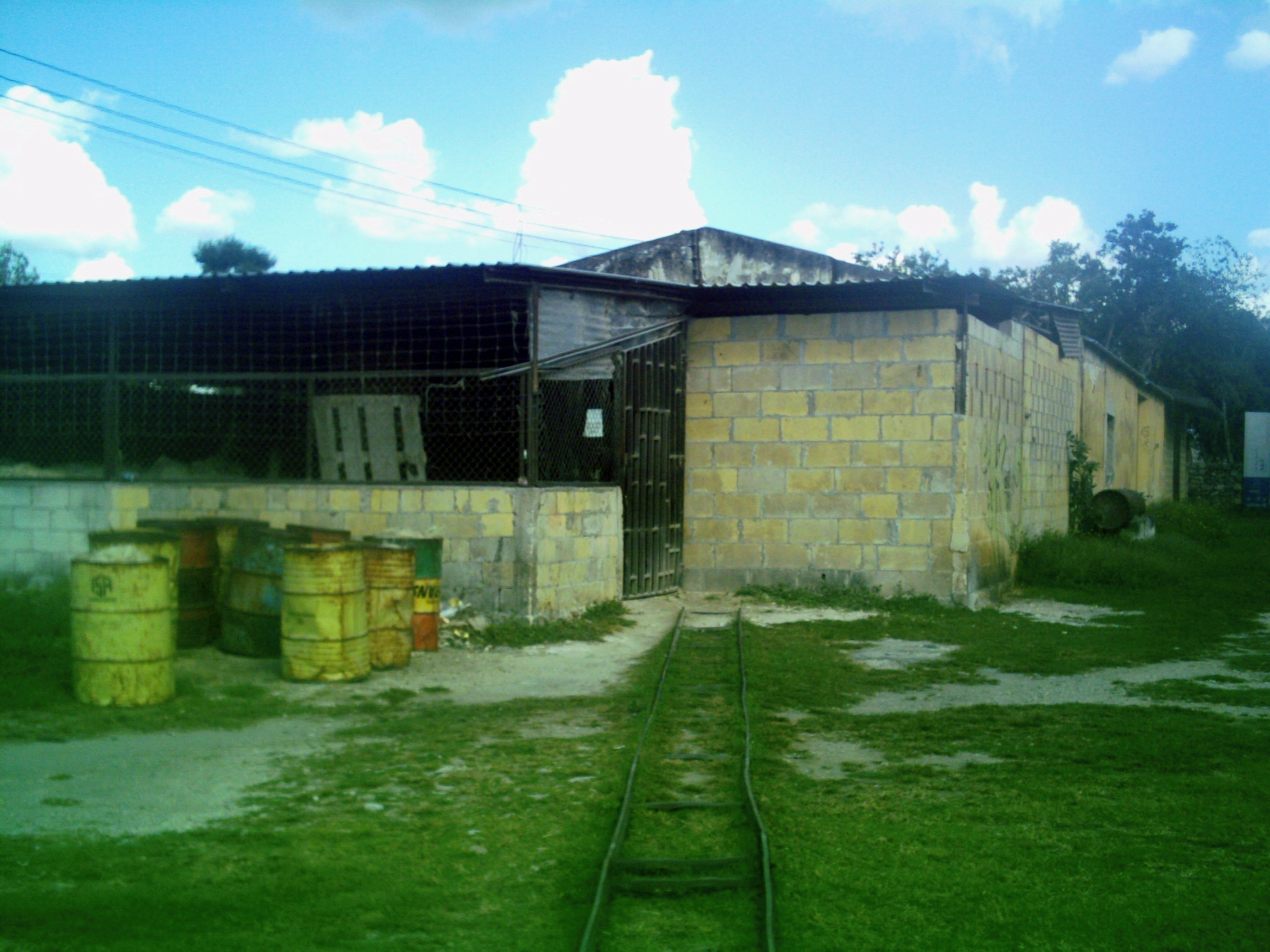
Desfibradora de henequén en las ruinas de Aké.
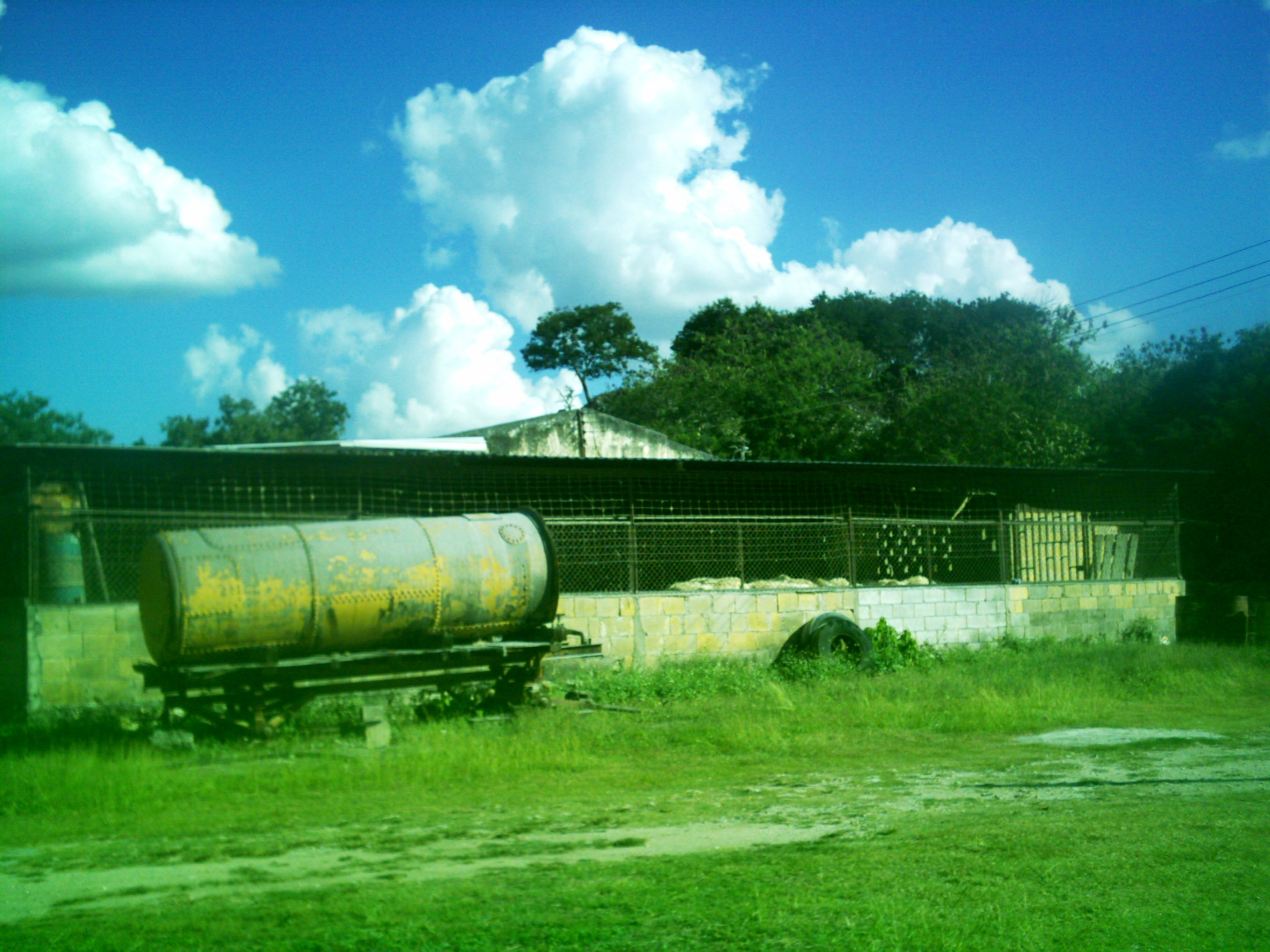
Desfibradora de henequén en las ruinas de Aké.
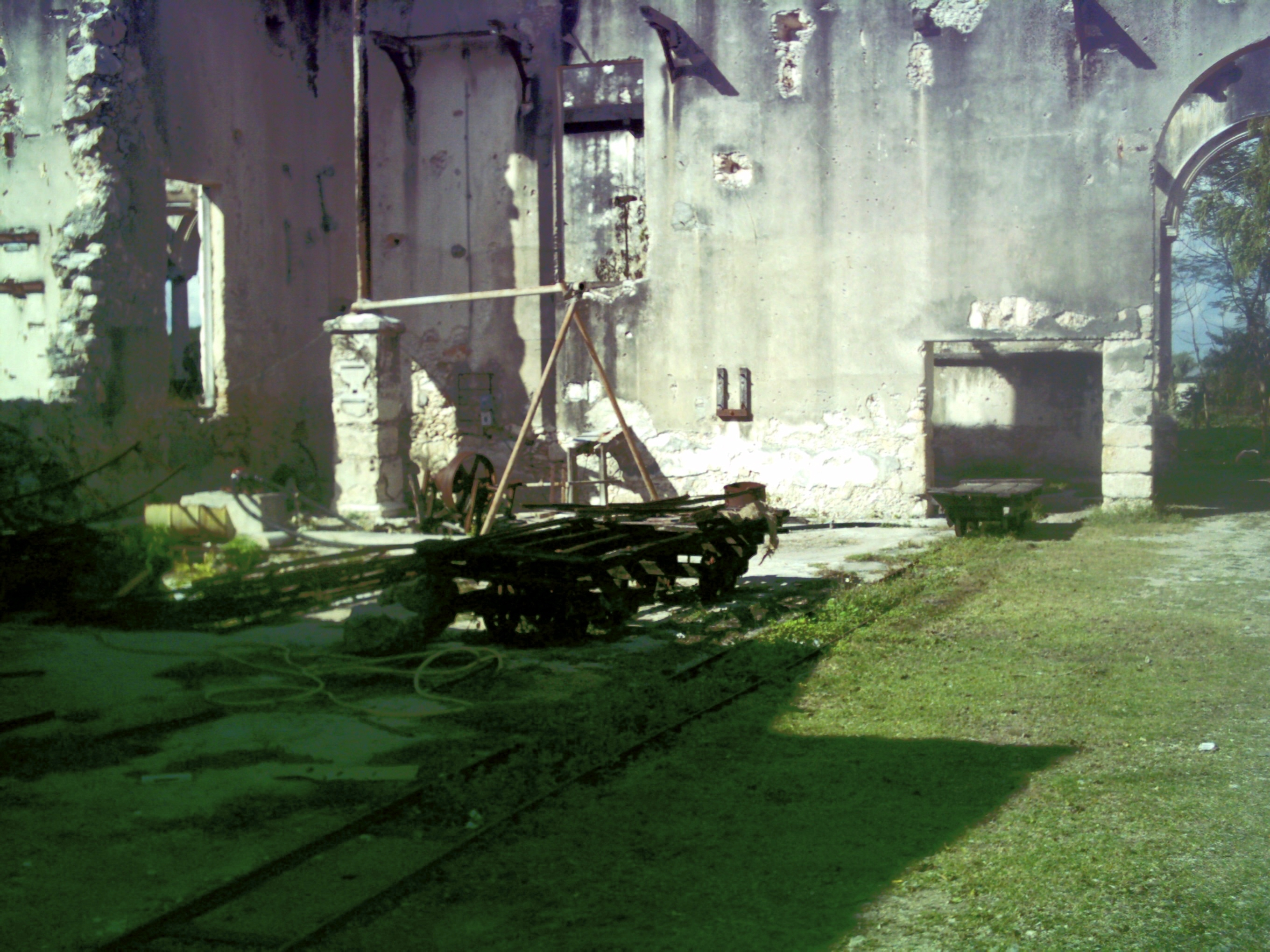
Decauville abandonado de Aké.
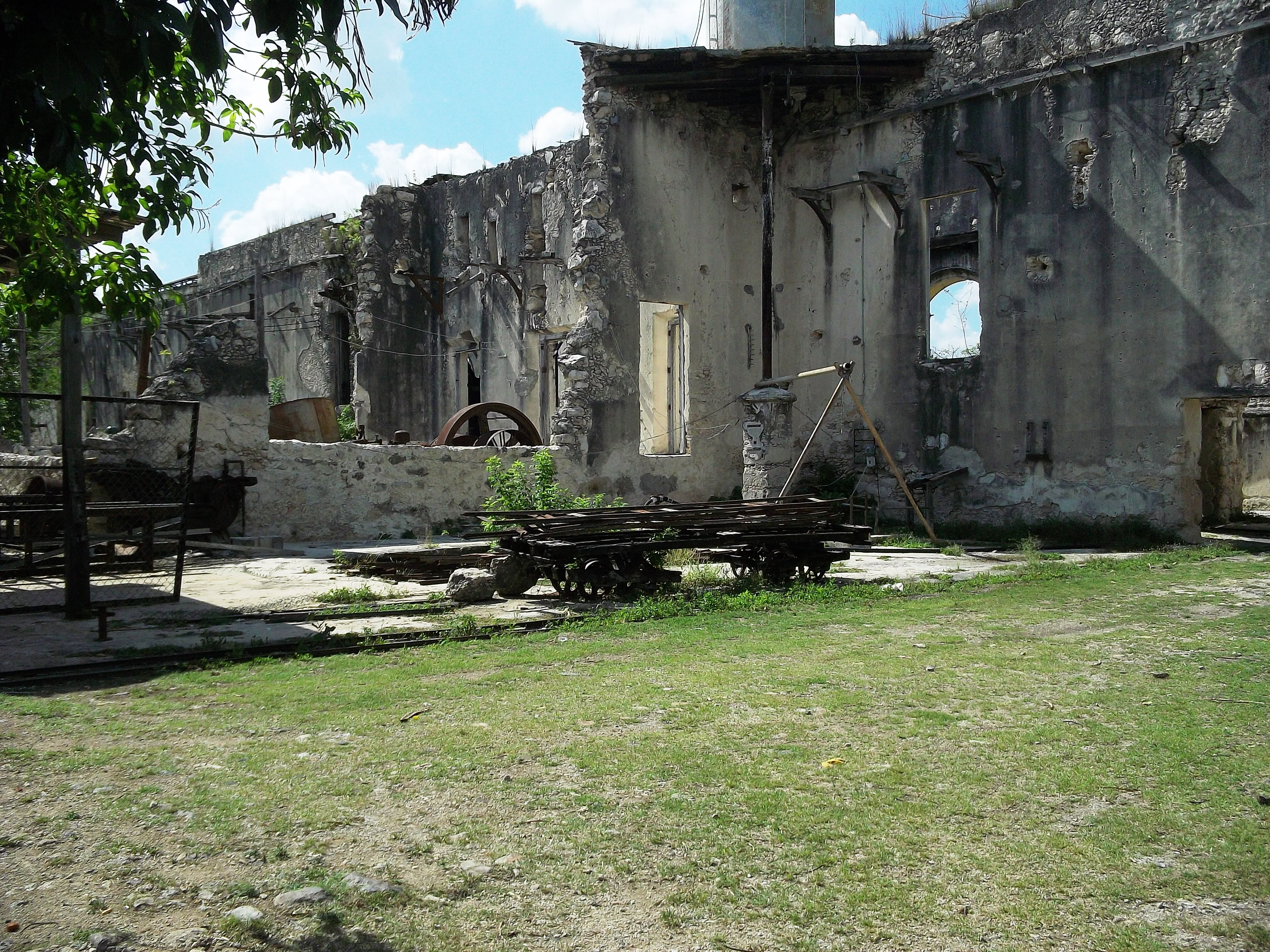
Decauville (truc) abandonado de Aké.
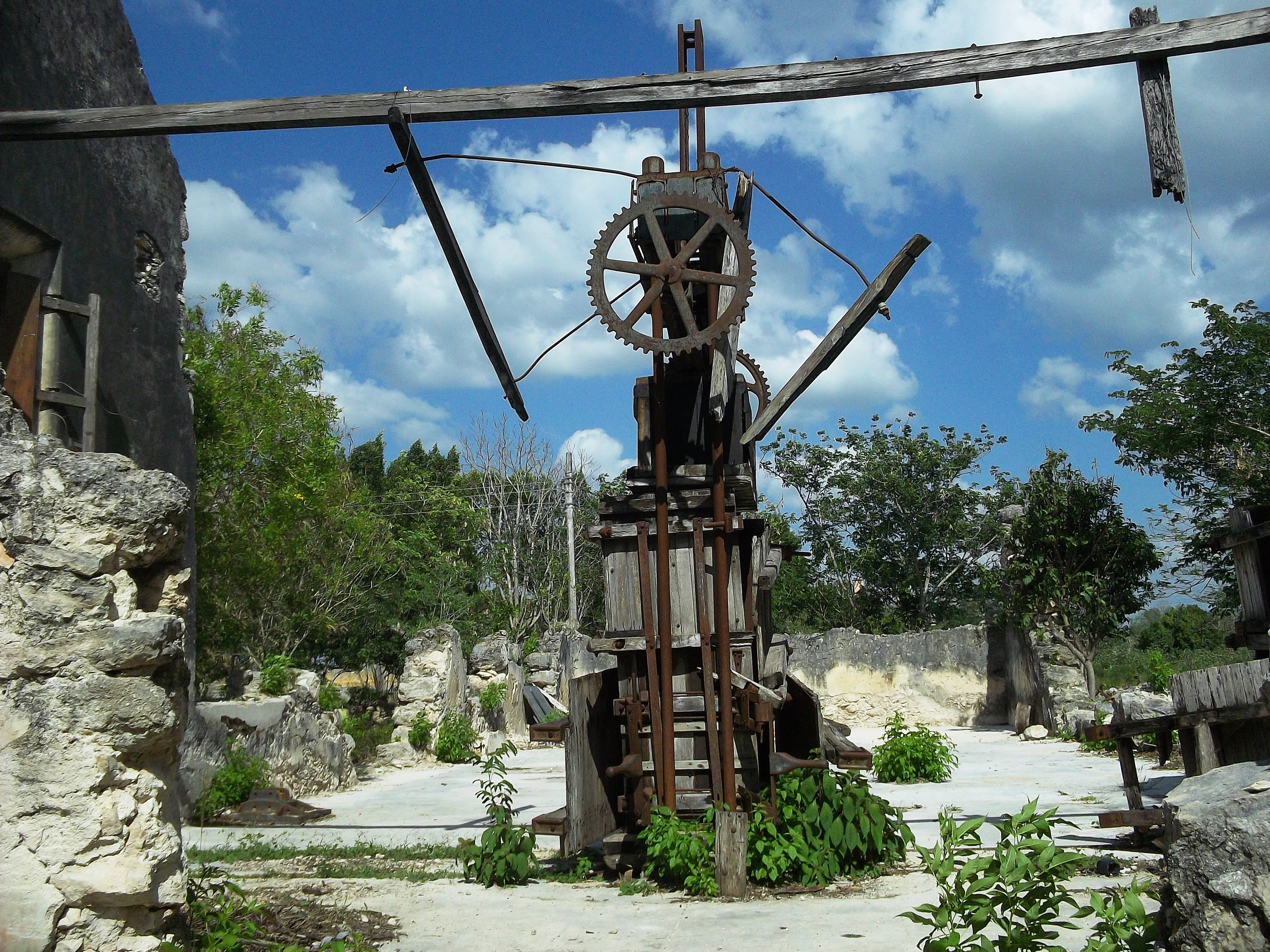
Maquinaria usada en la industria henequenera en Aké.
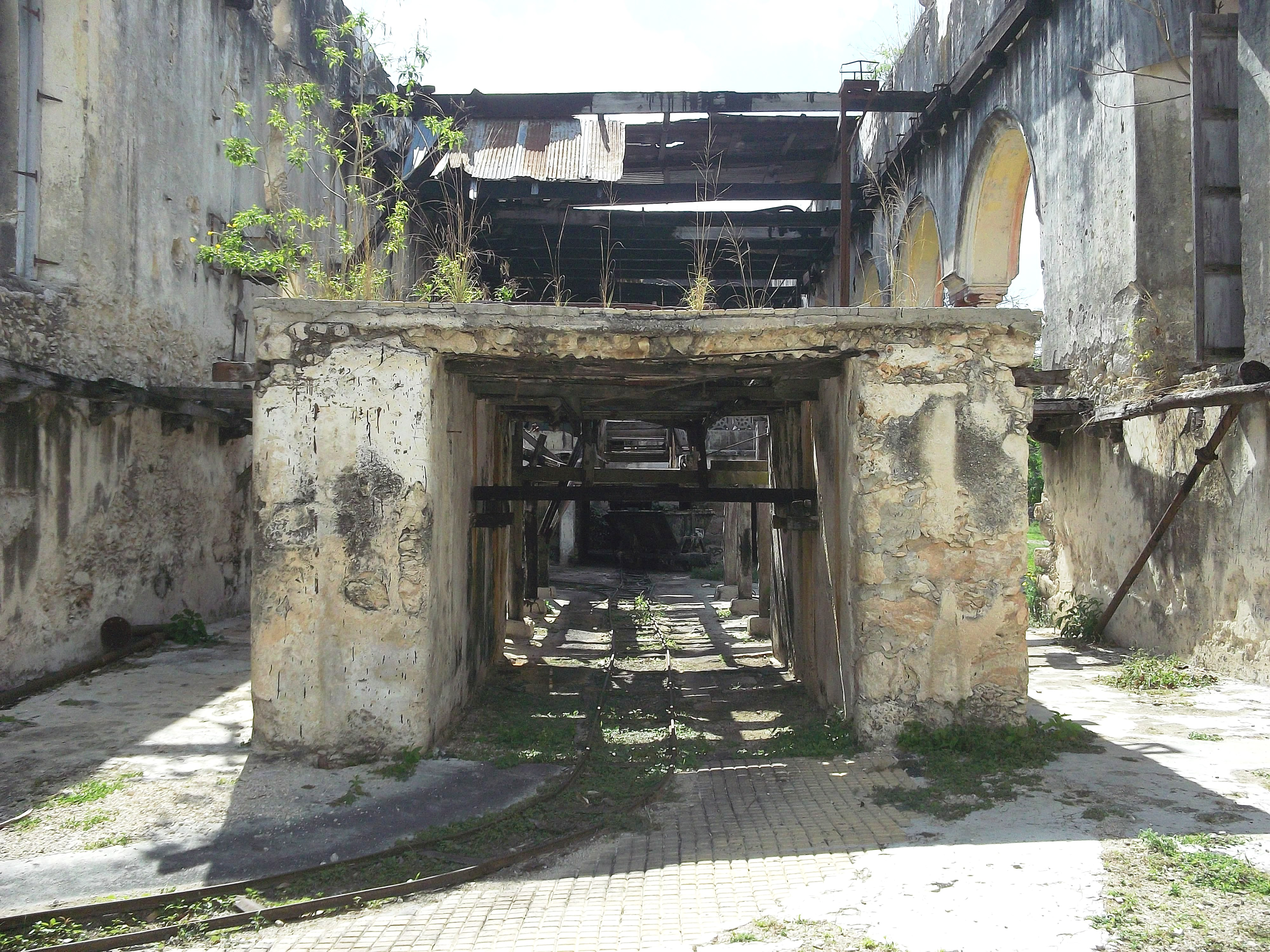
Decauville (truc) abandonado de Aké.
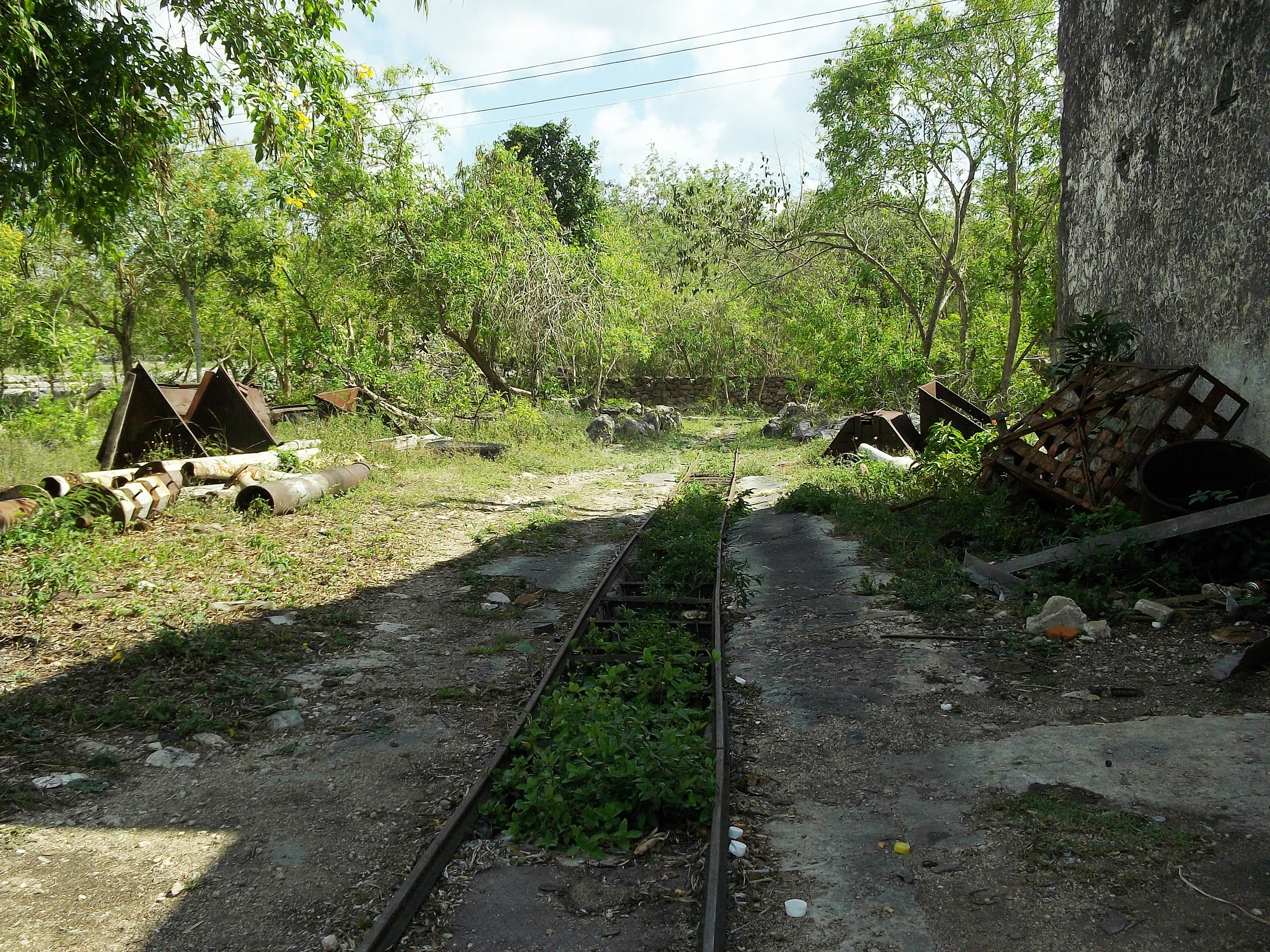
Vía del tren Decauville abandonada de Aké.
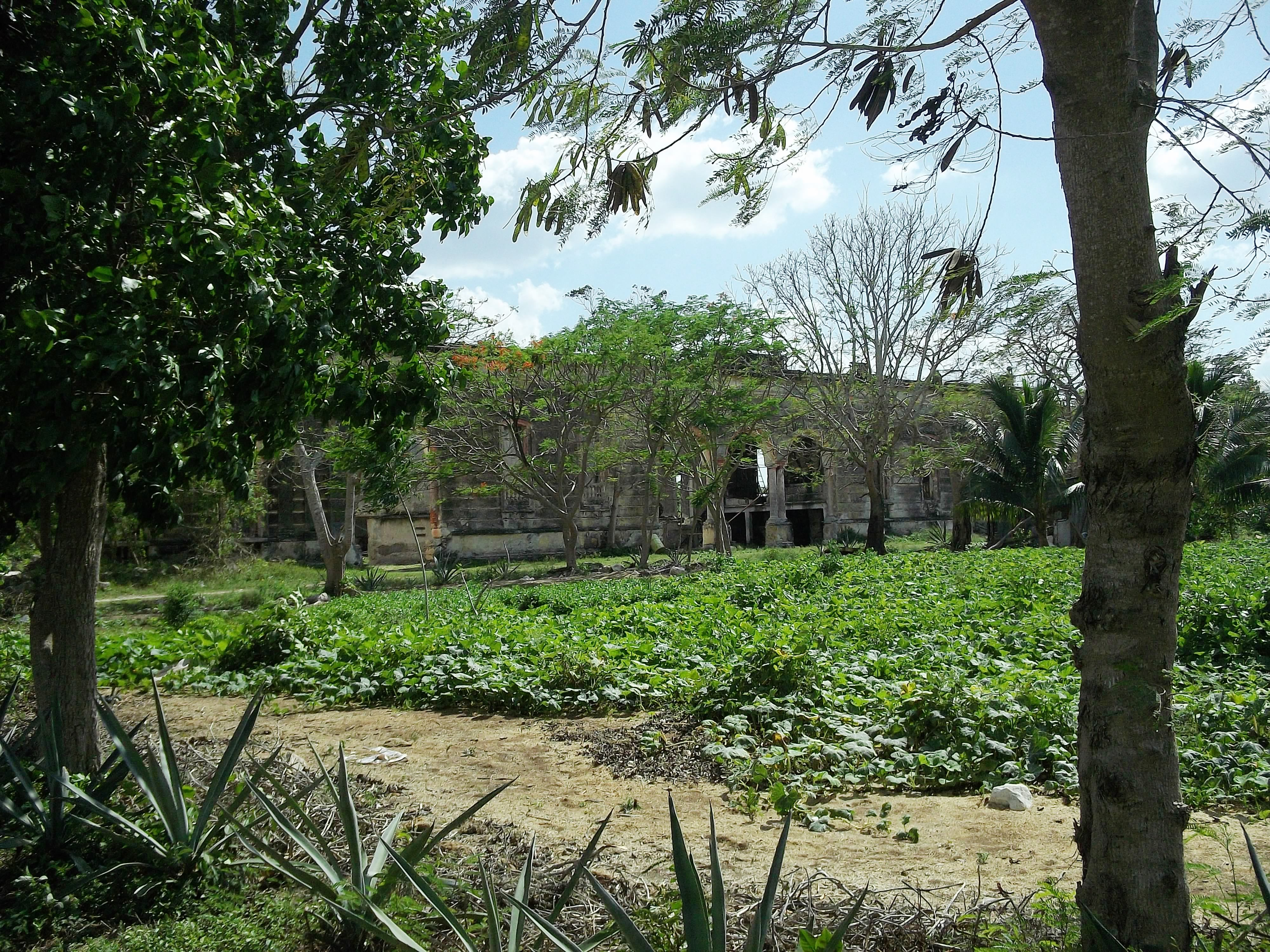
Edificio de la vieja desfibradora de Aké en ruinas.
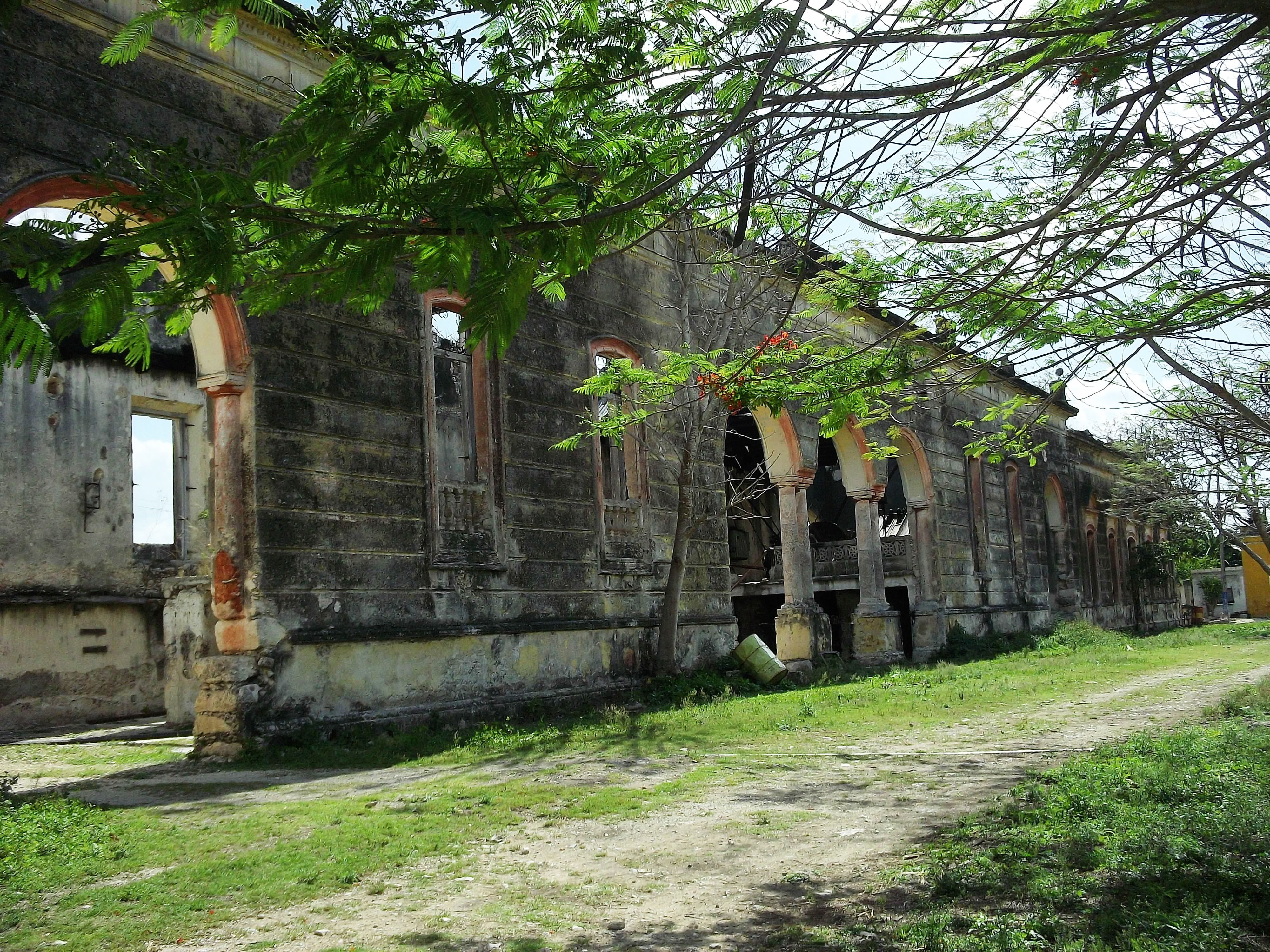
Edificio de la vieja desfibradora de Aké en ruinas.
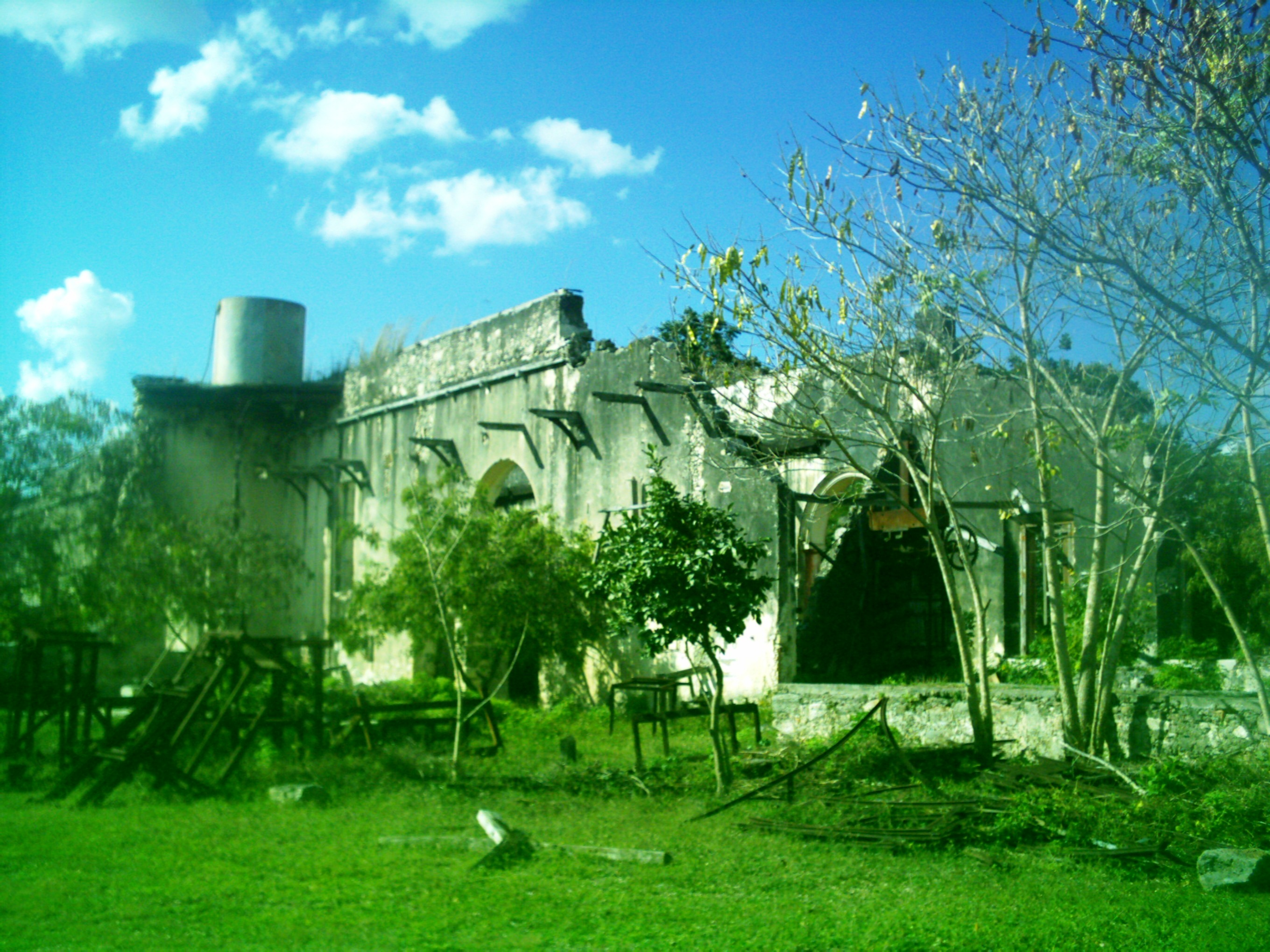
Edificio de la vieja desfibradora de Aké en ruinas.
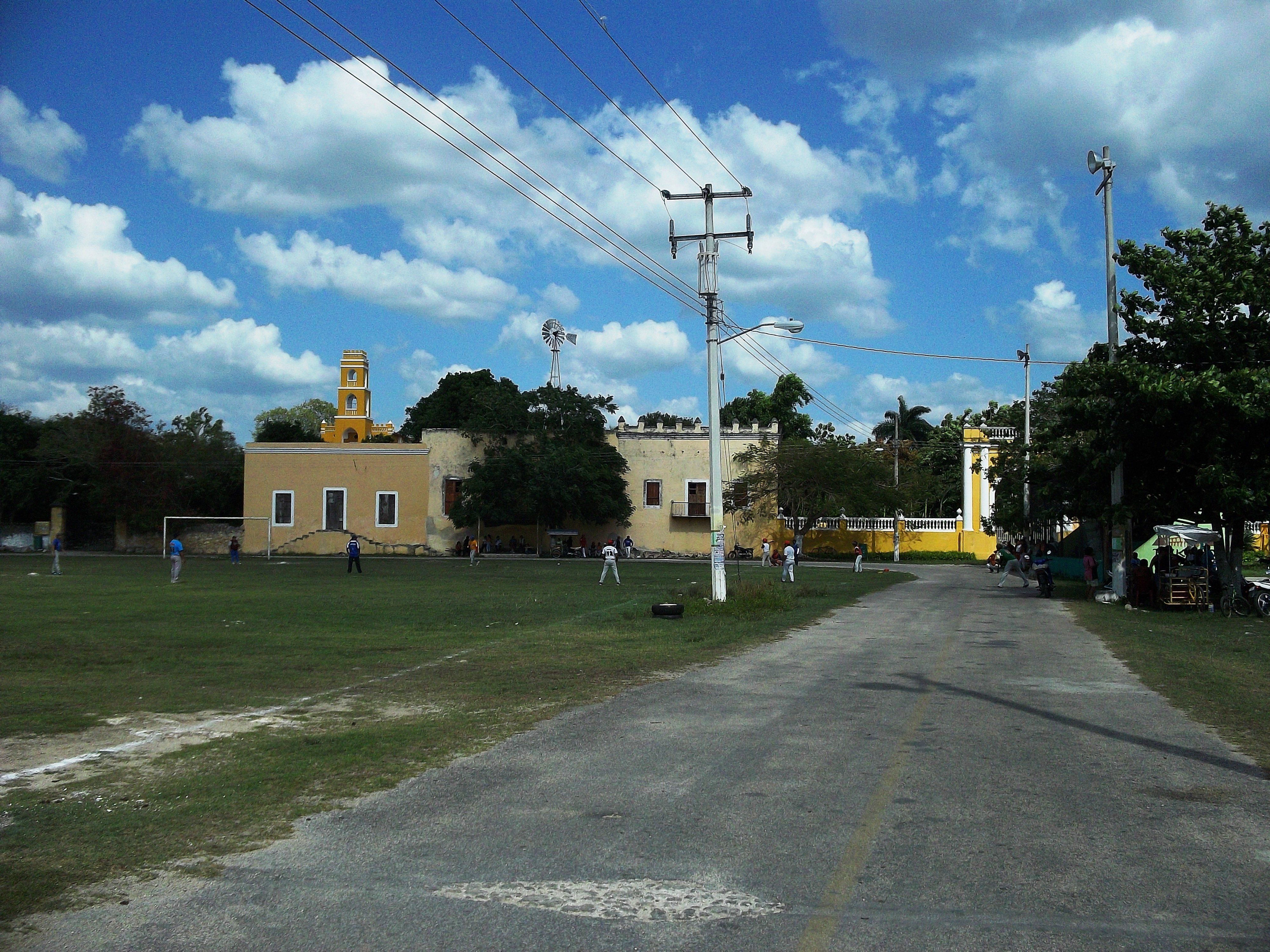
Hacienda San Lorenzo de Aké.
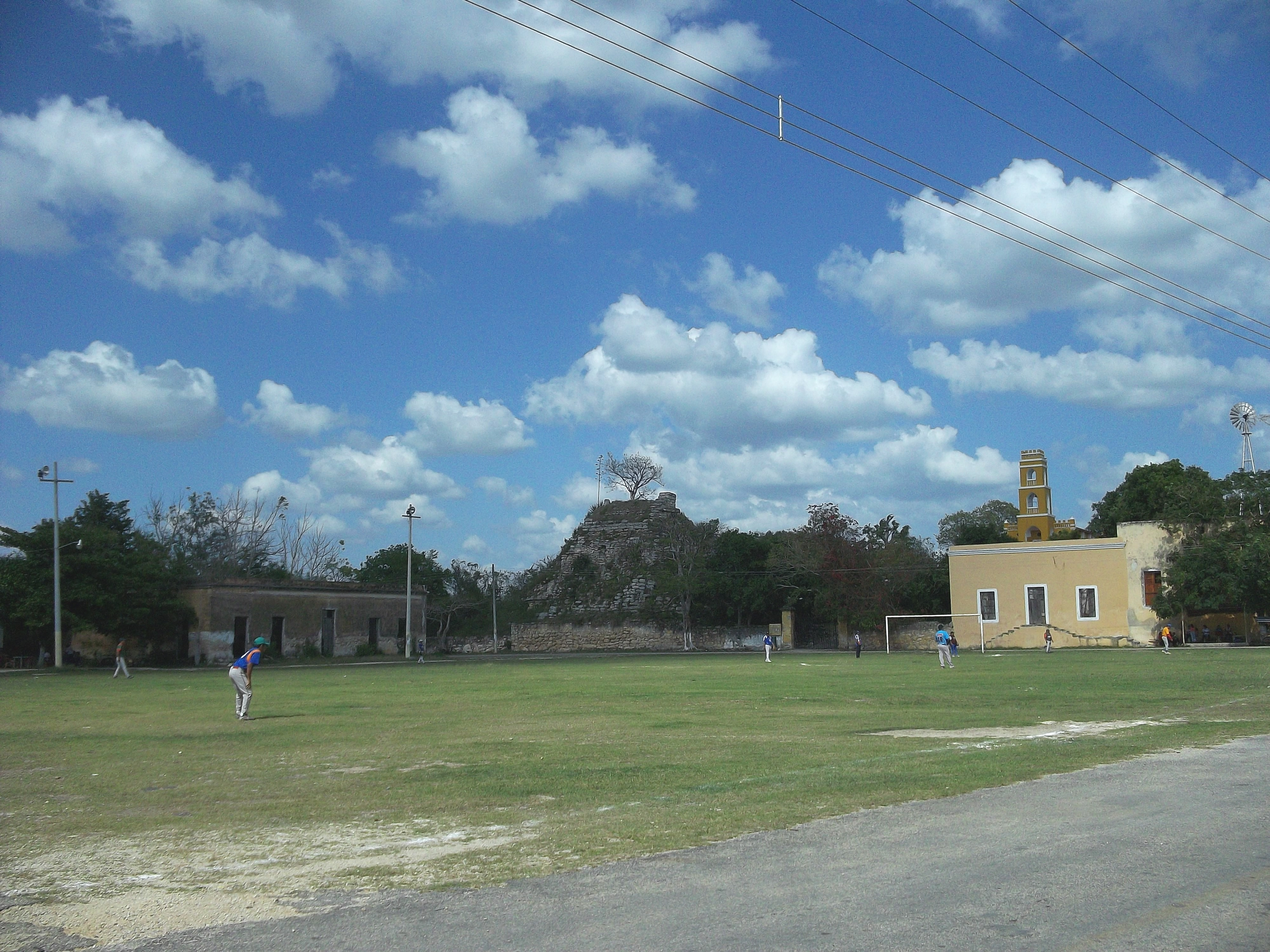
Pirámide de las Ruinas de Aké.
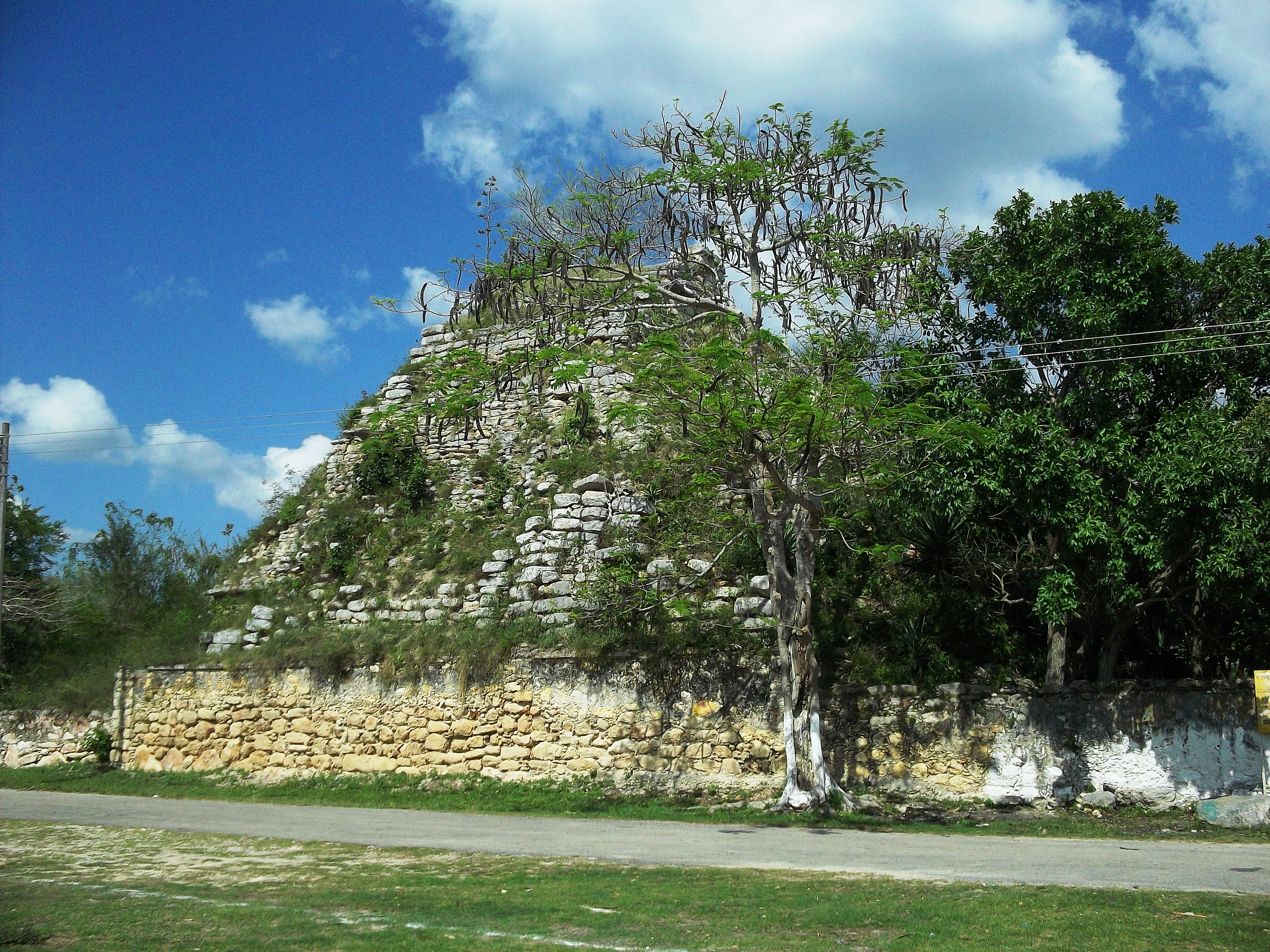
Pirámide de las Ruinas de Aké.
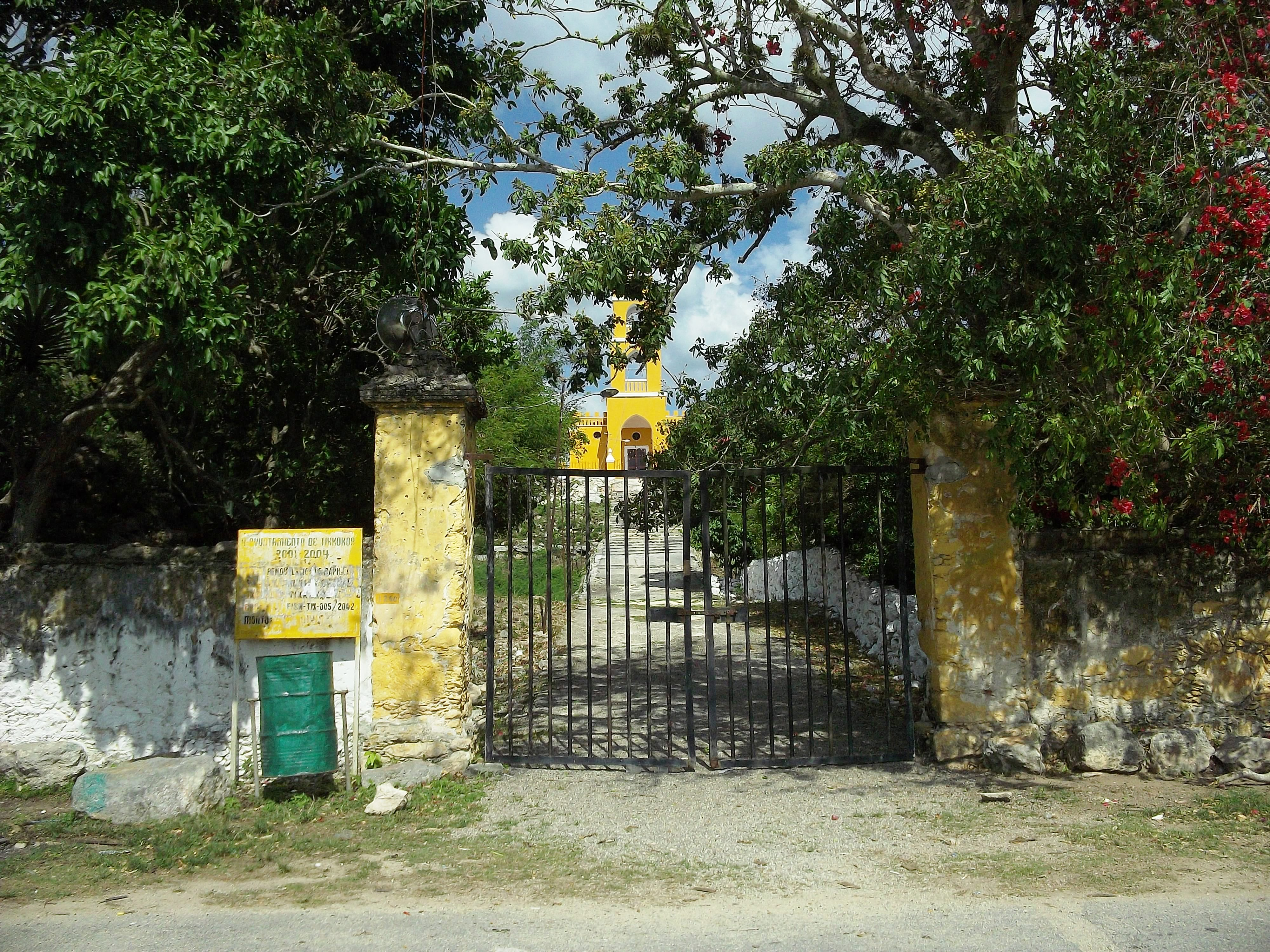
Iglesia en las Ruinas de Aké.
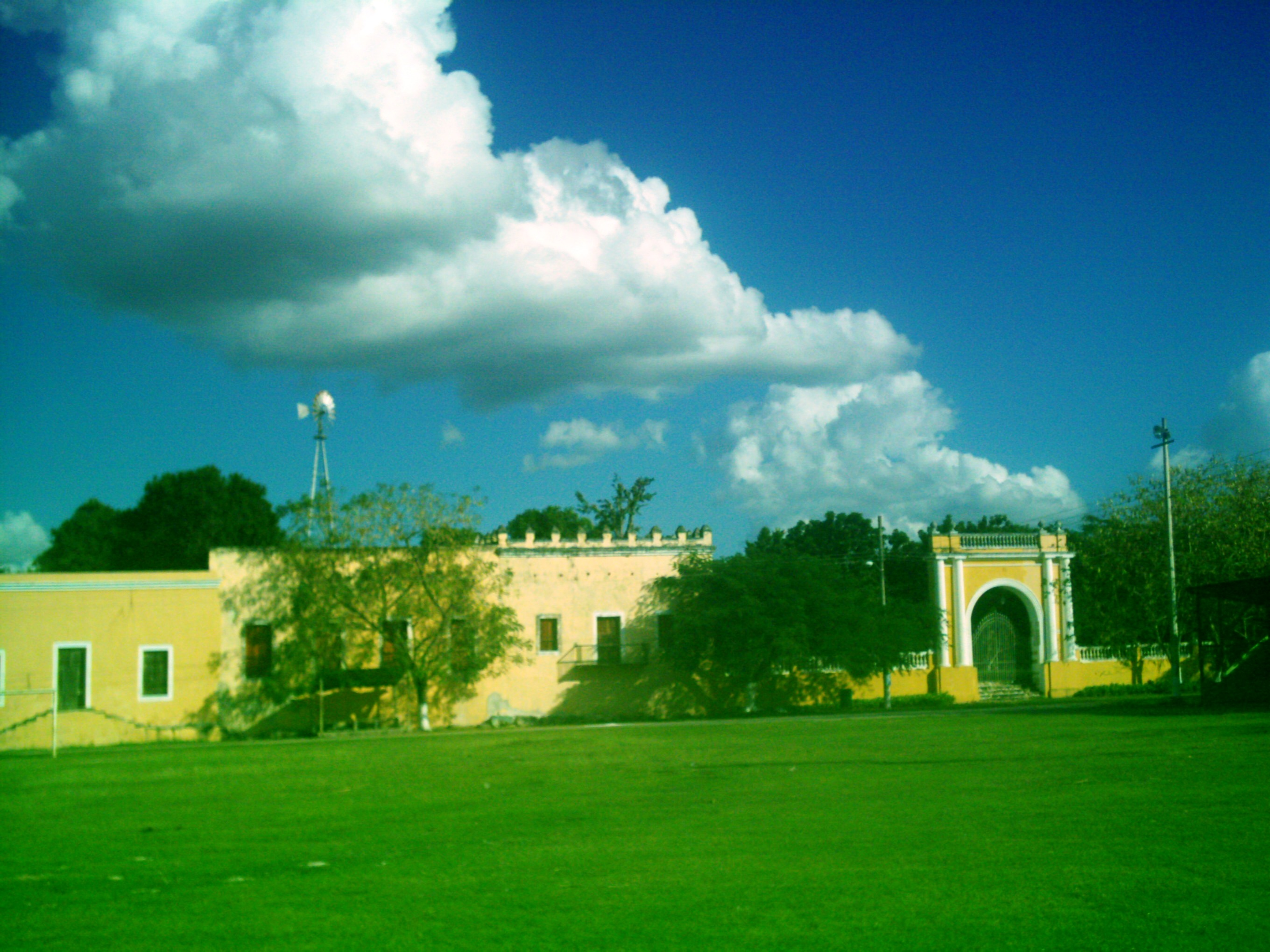
Hacienda San Lorenzo de Aké.
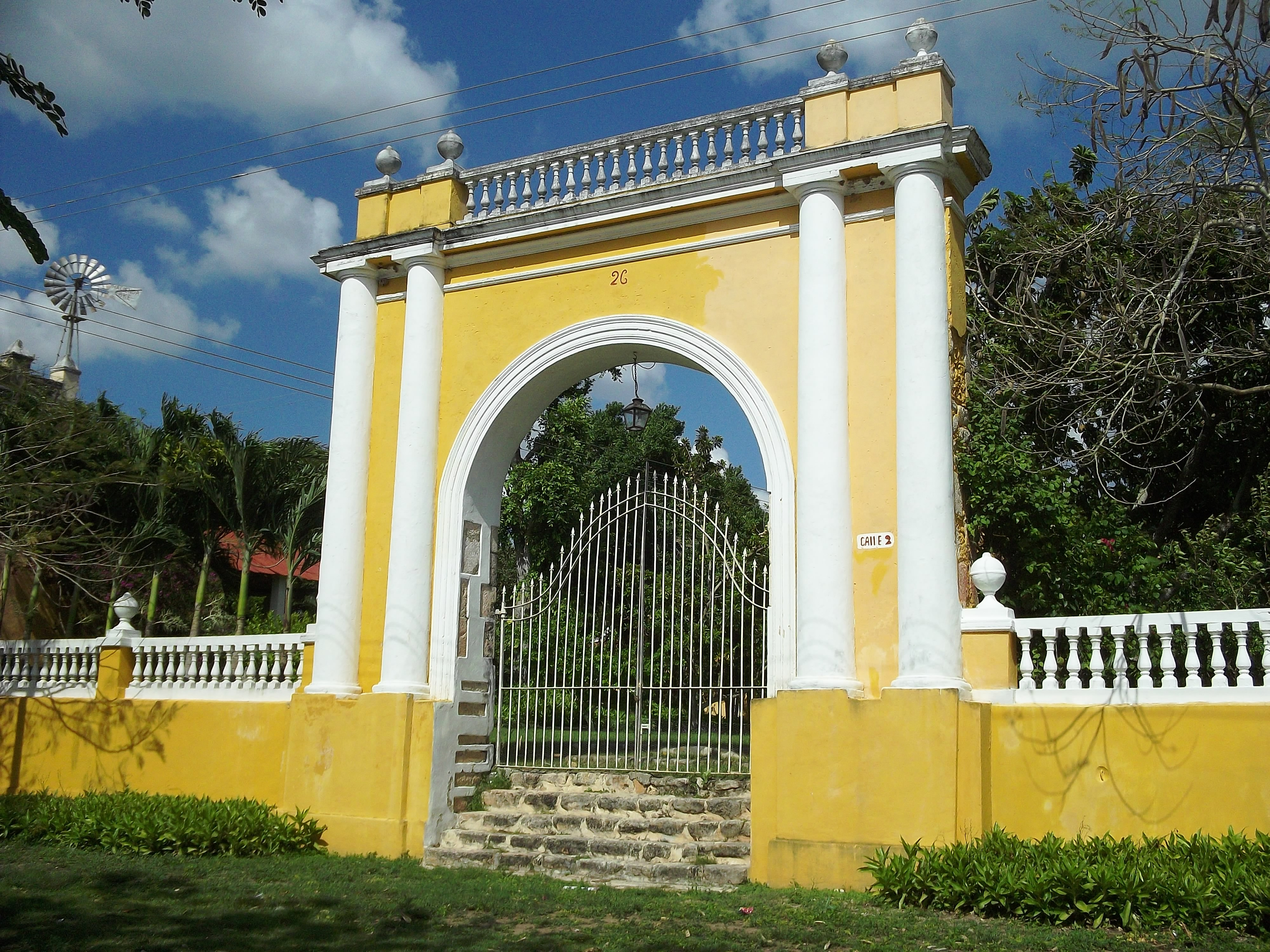
Arco de la hacienda San Lorenzo de Aké.
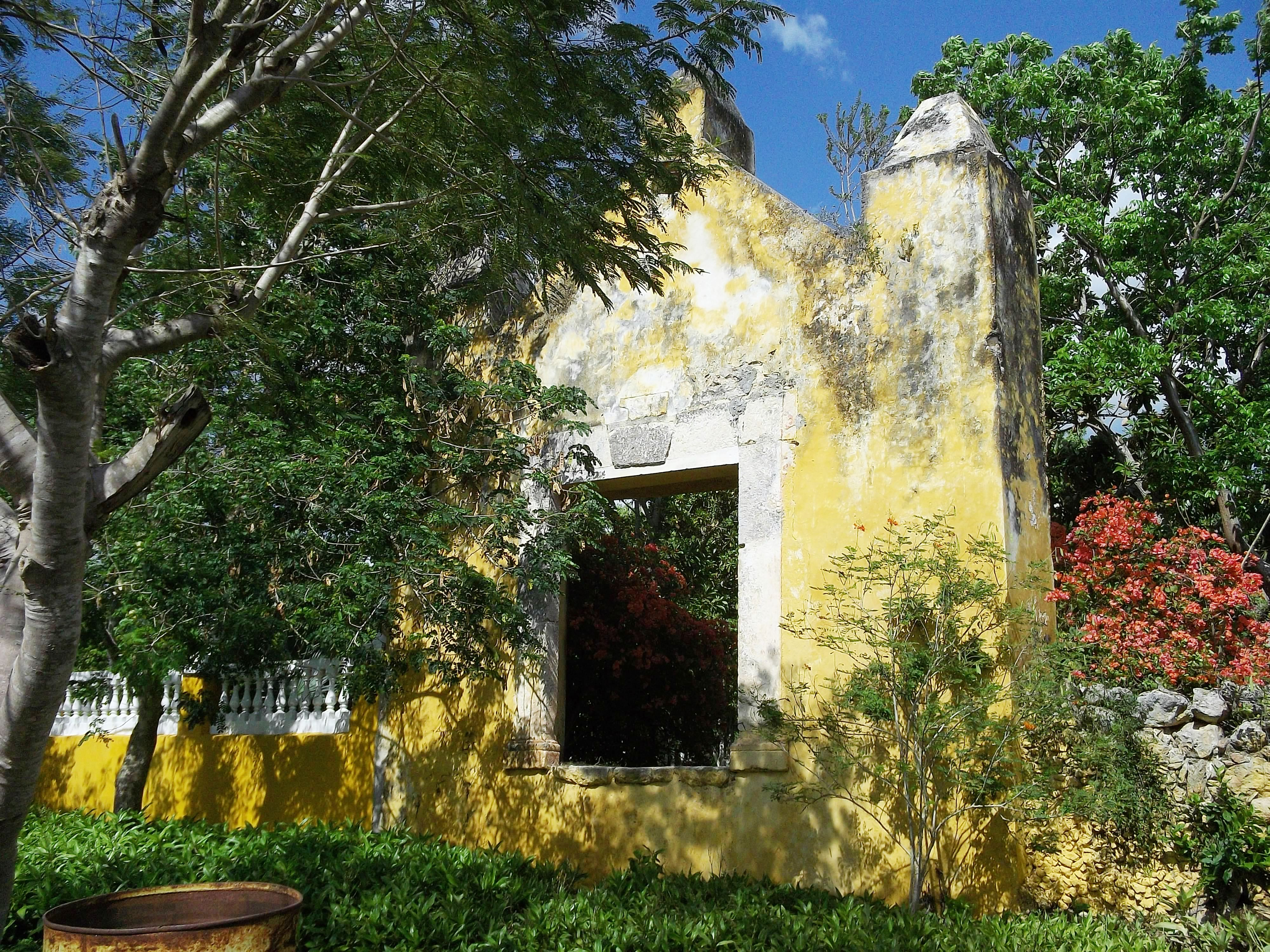
Arco de la hacienda San Lorenzo de Aké.
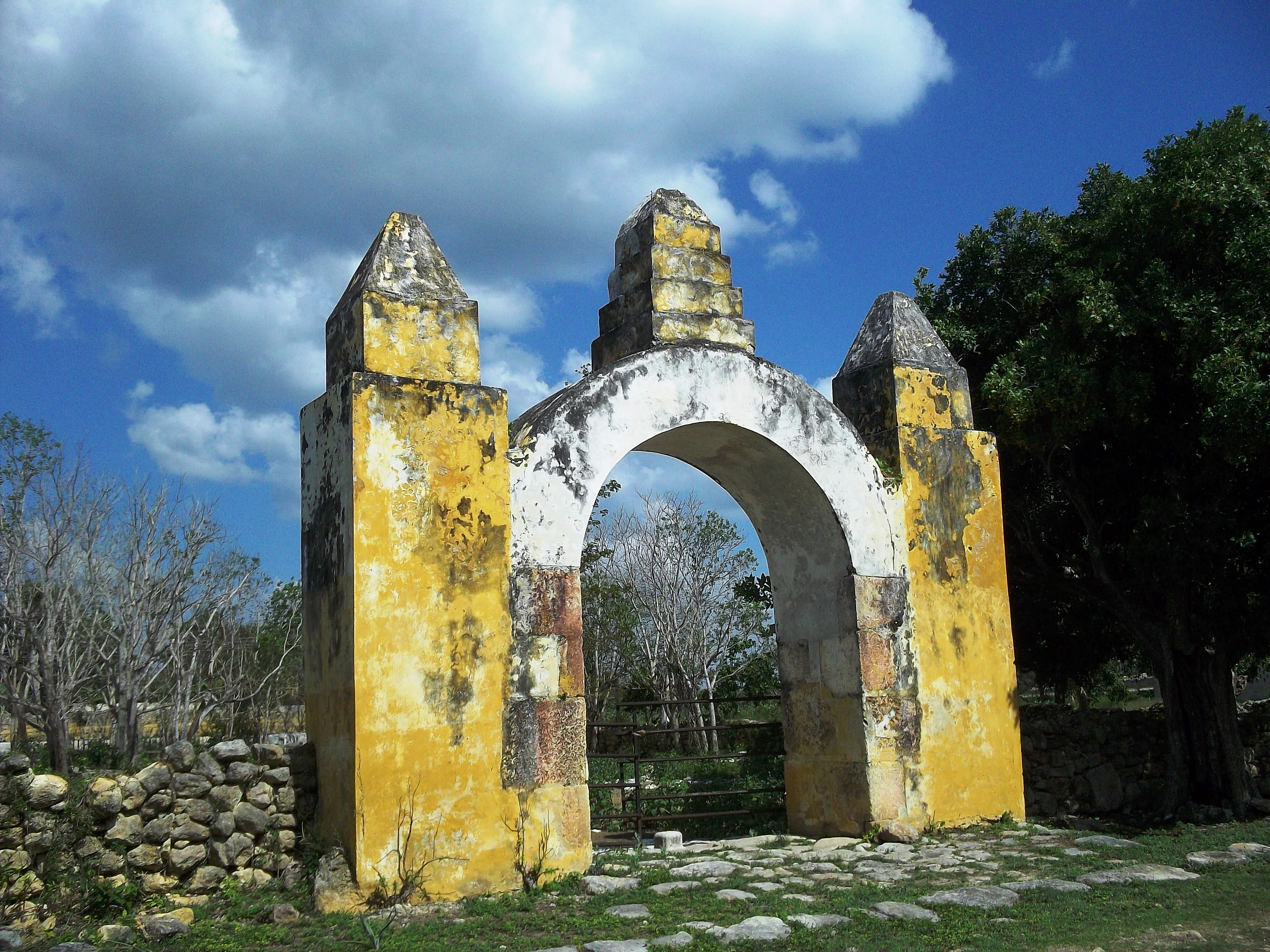
Arco de la hacienda San Lorenzo de Aké.
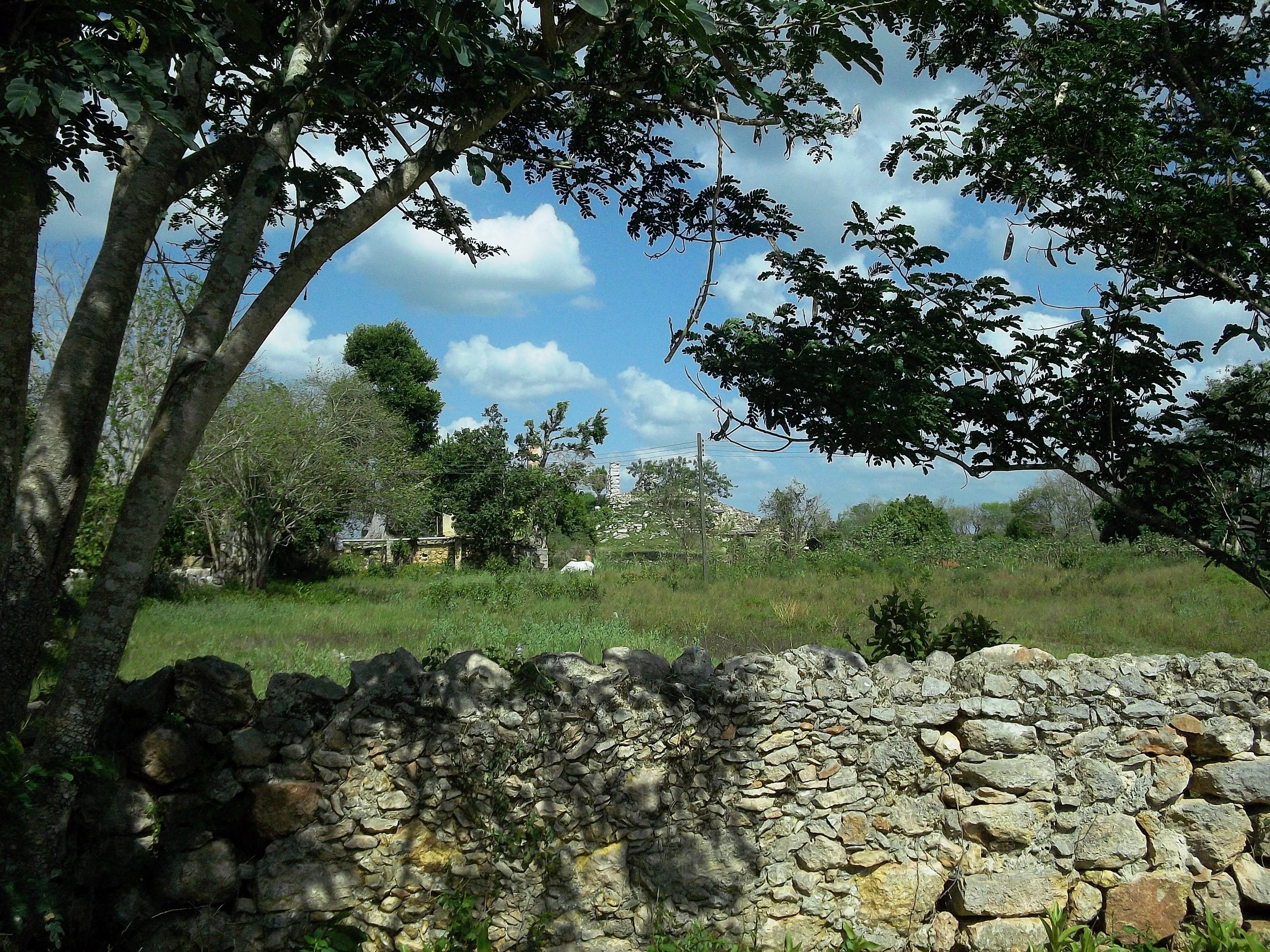
Zona arqueológica de Aké.
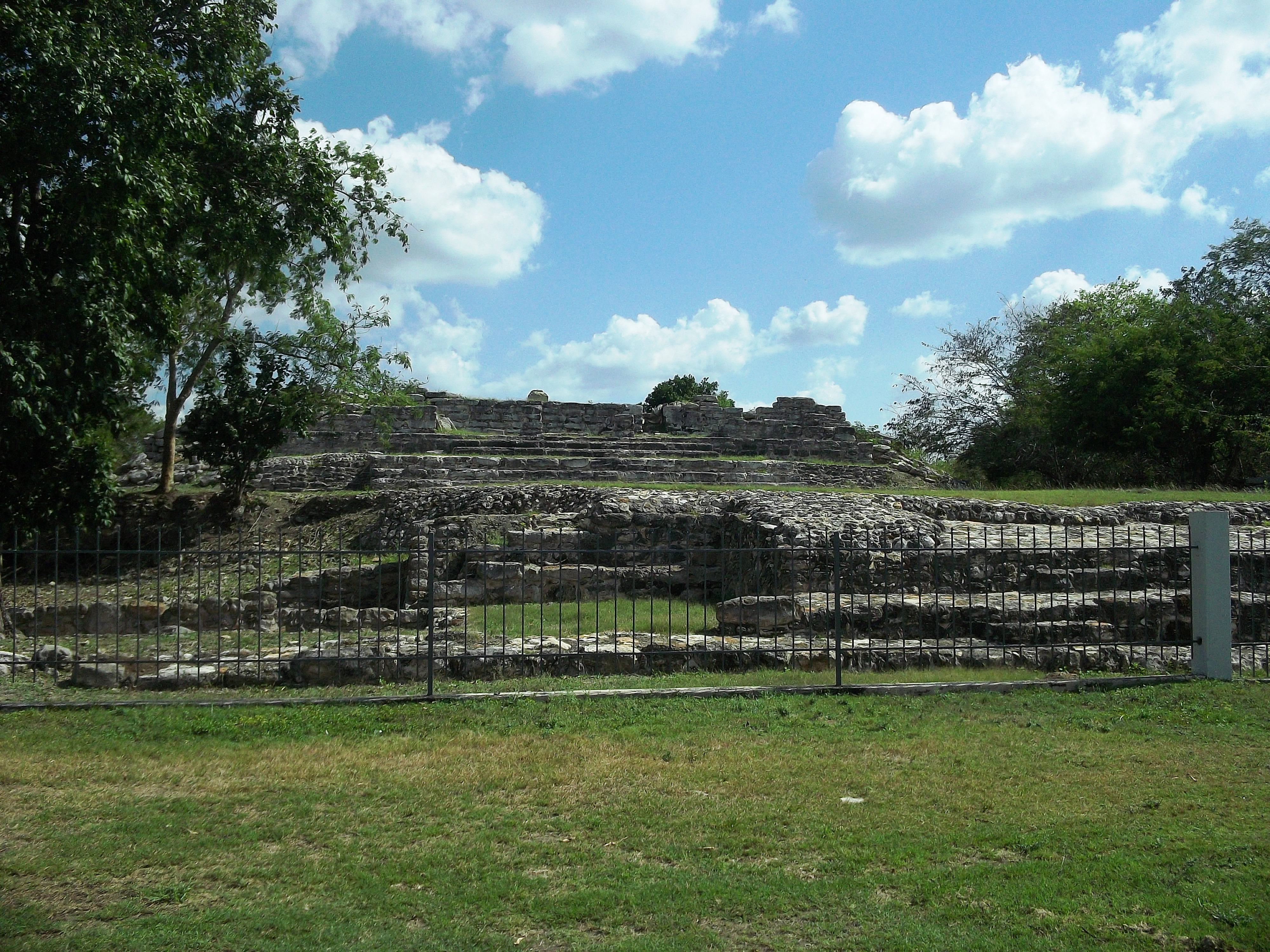
Zona arqueológica de Aké.
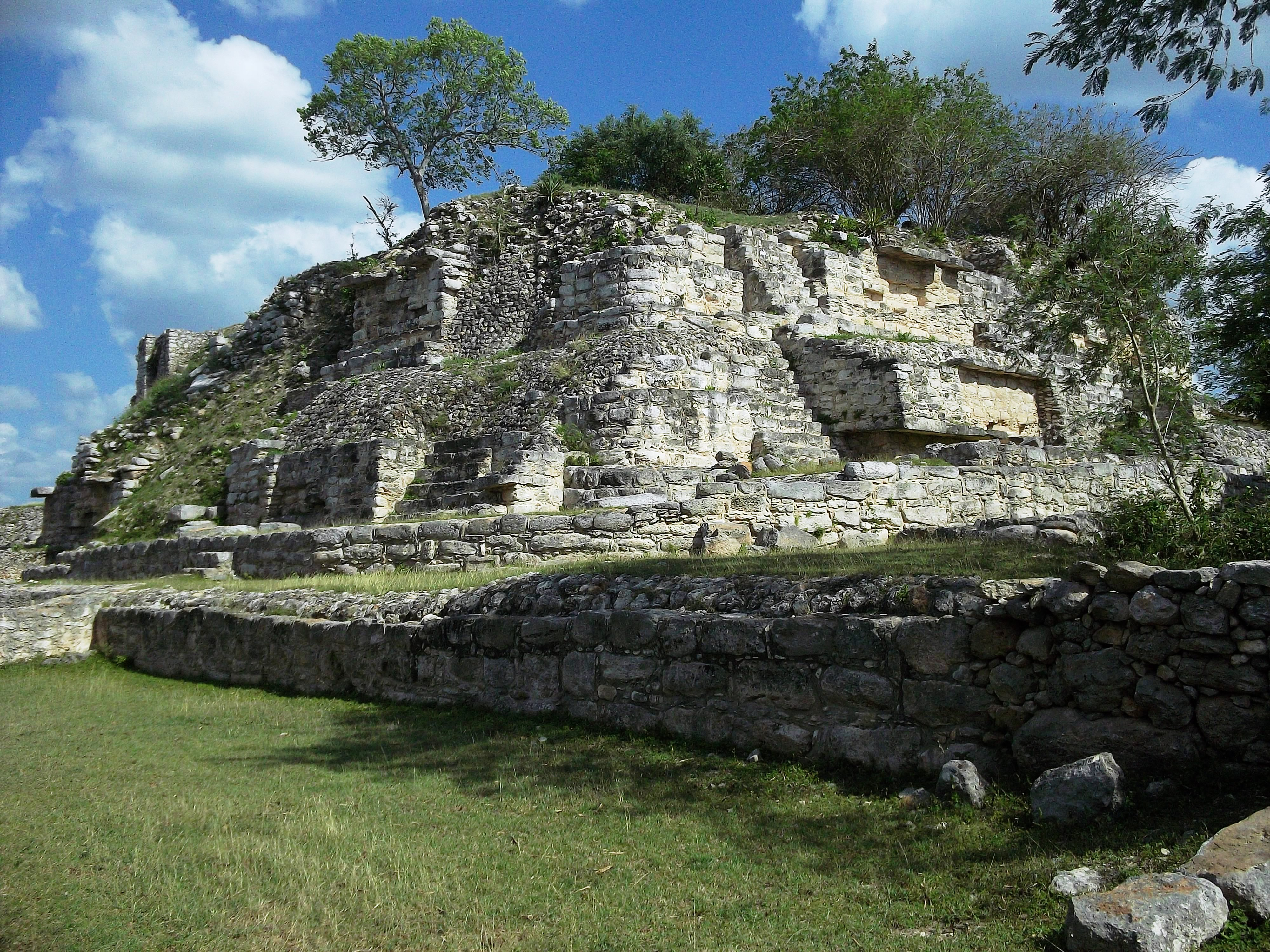
Zona arqueológica de Aké.
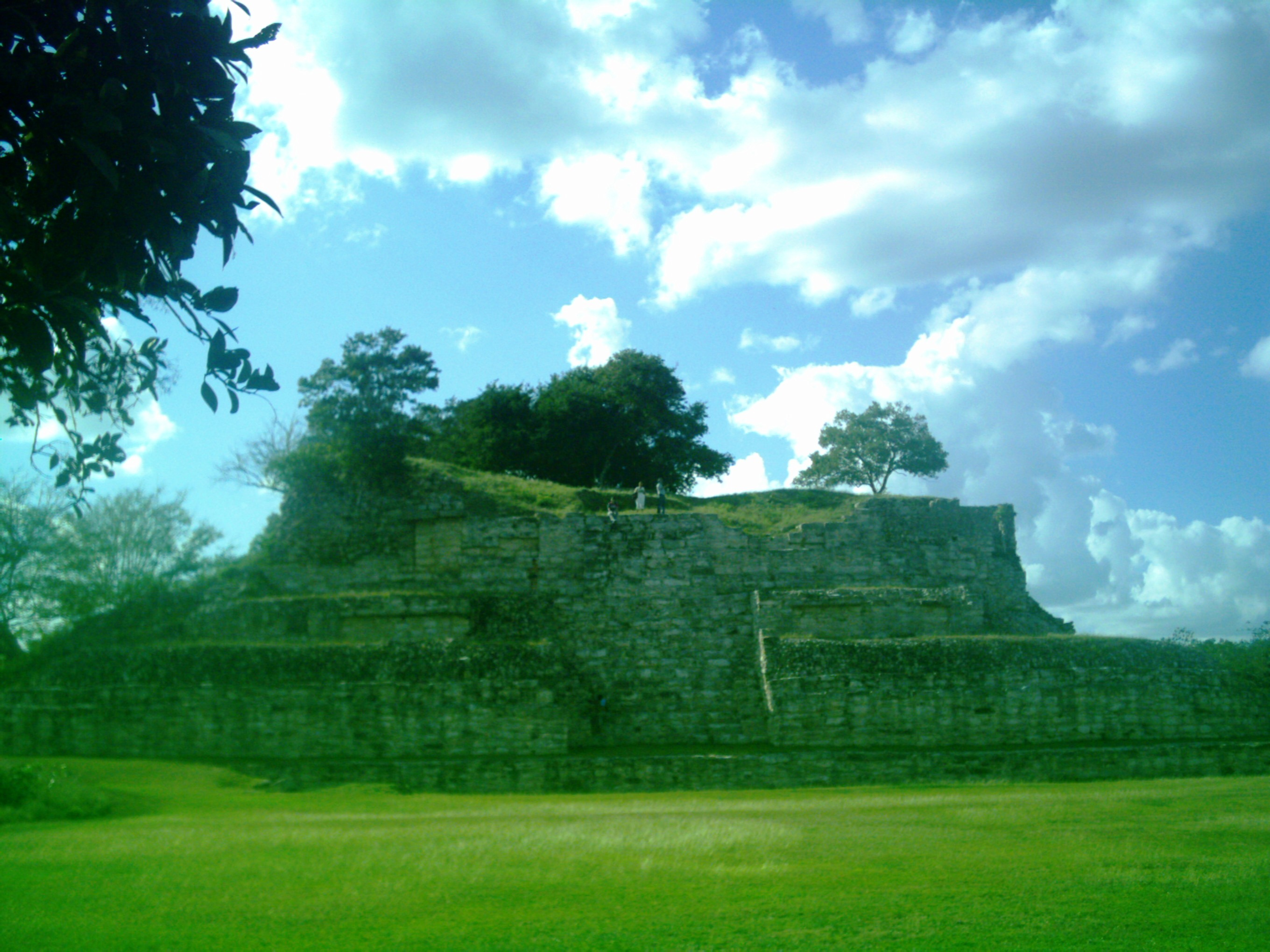
Zona arqueológica de Aké.
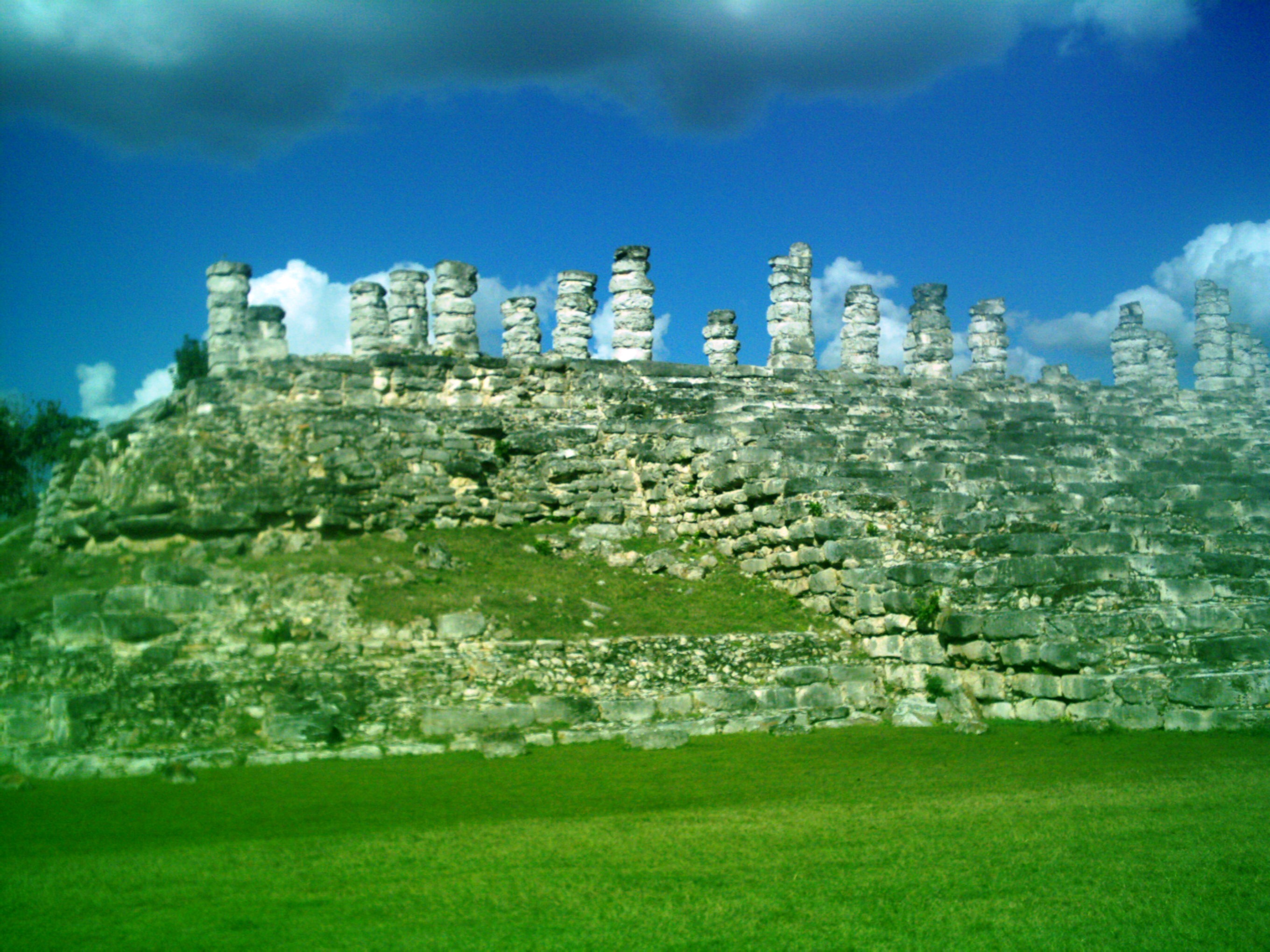
Zona arqueológica de Aké.
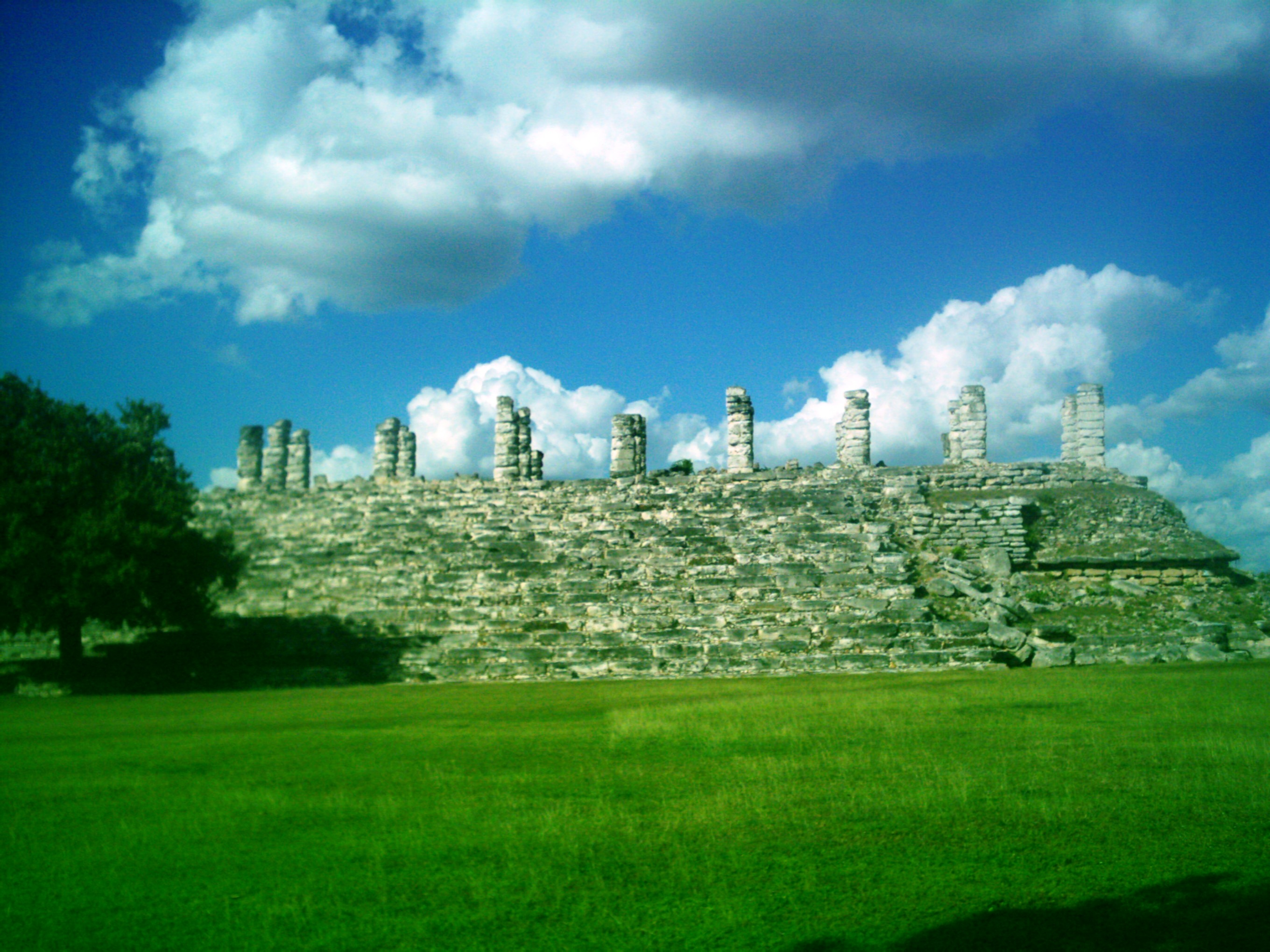
Zona arqueológica de Aké.
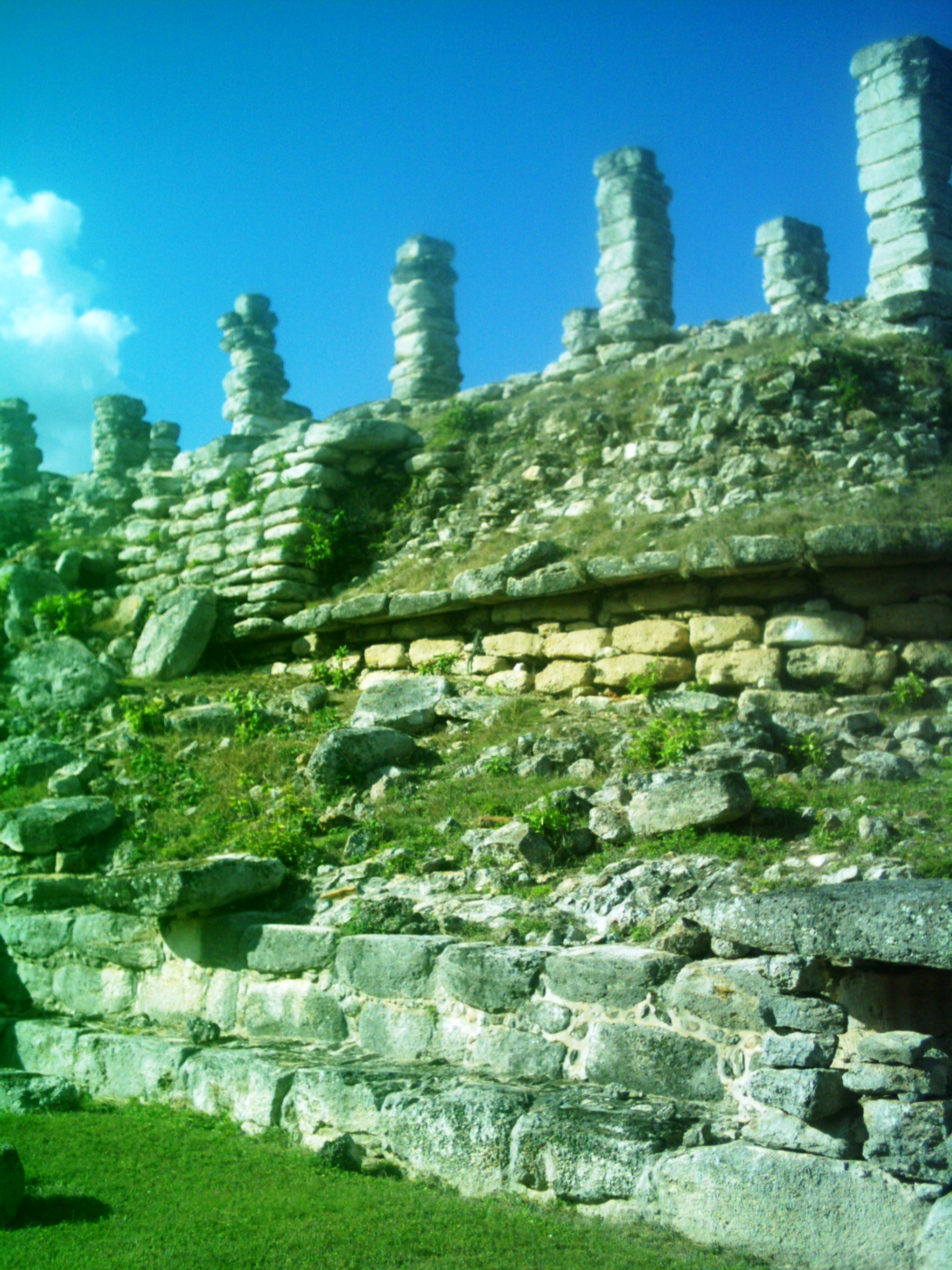
Zona arqueológica de Aké.
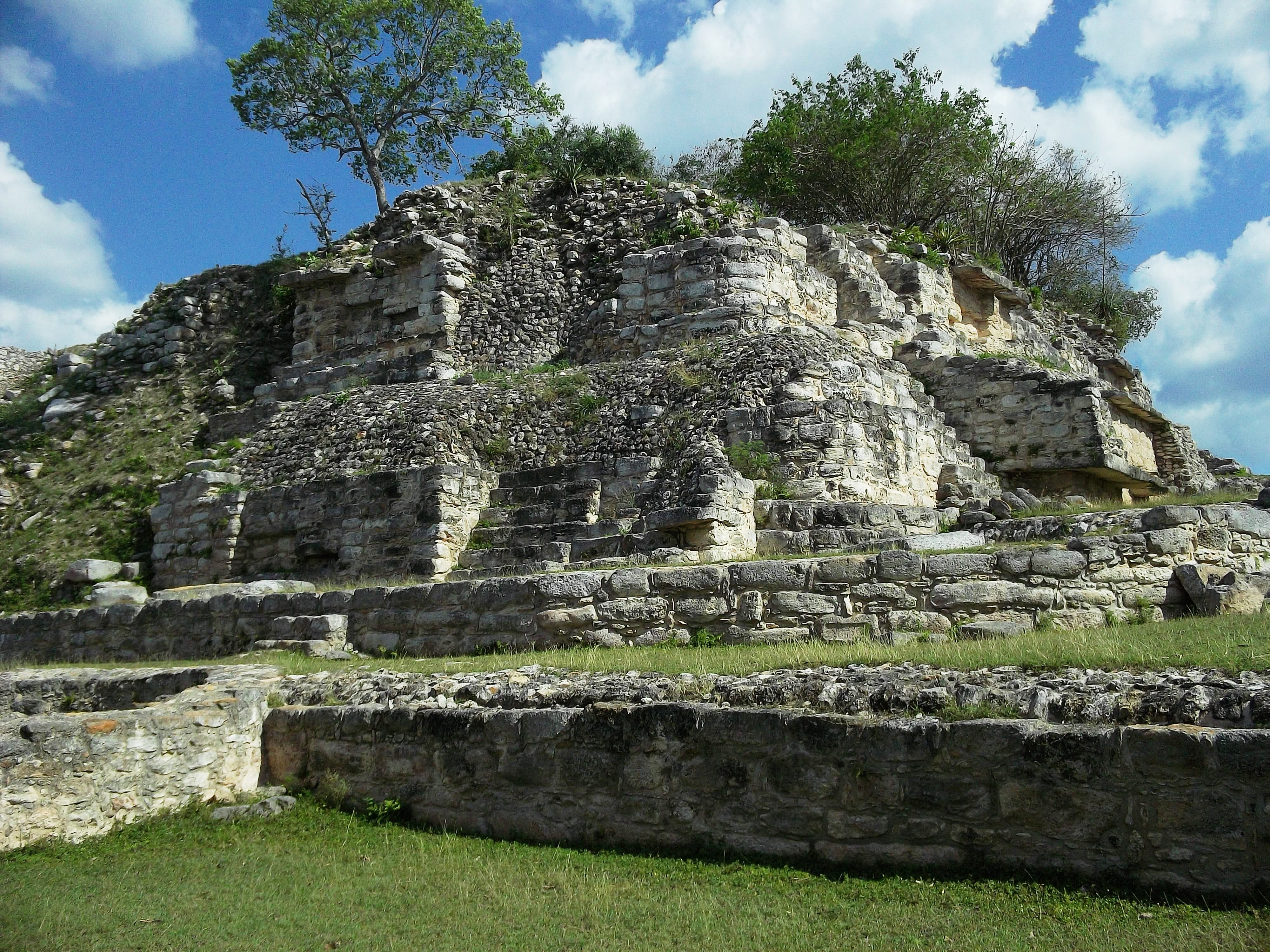
Zona arqueológica de Aké.
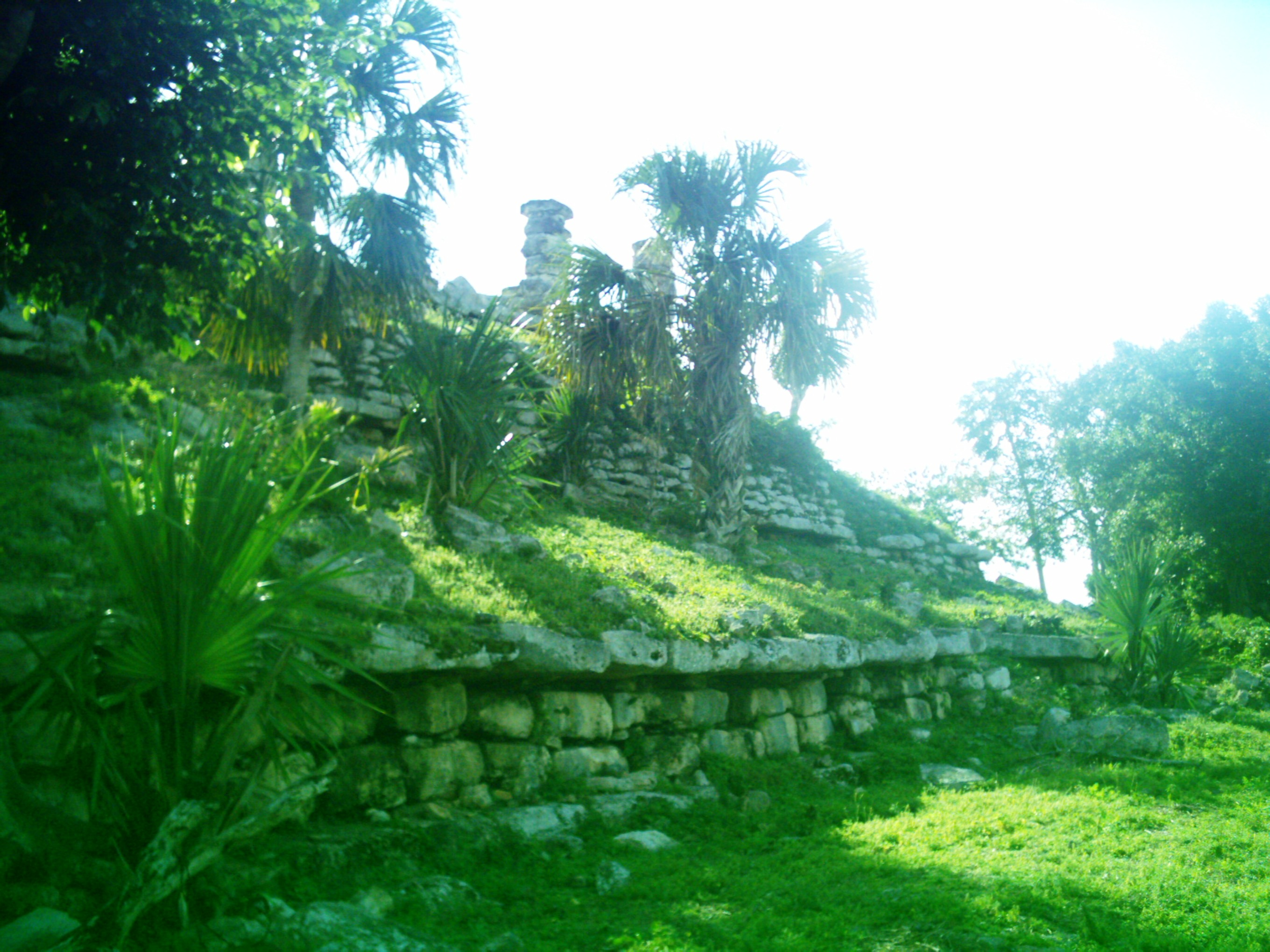
Zona arqueológica de Aké.
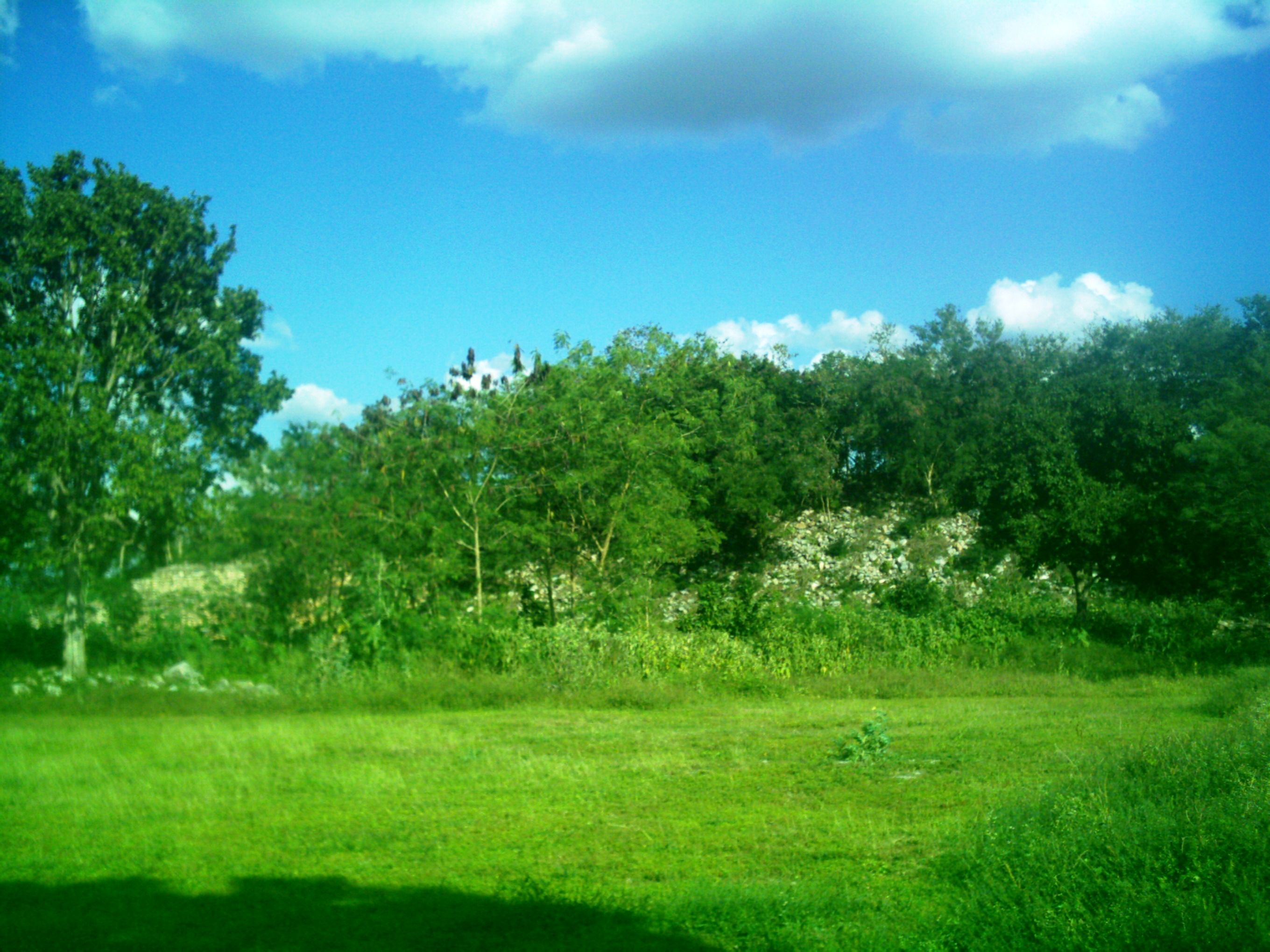
Zona arqueológica de Aké.
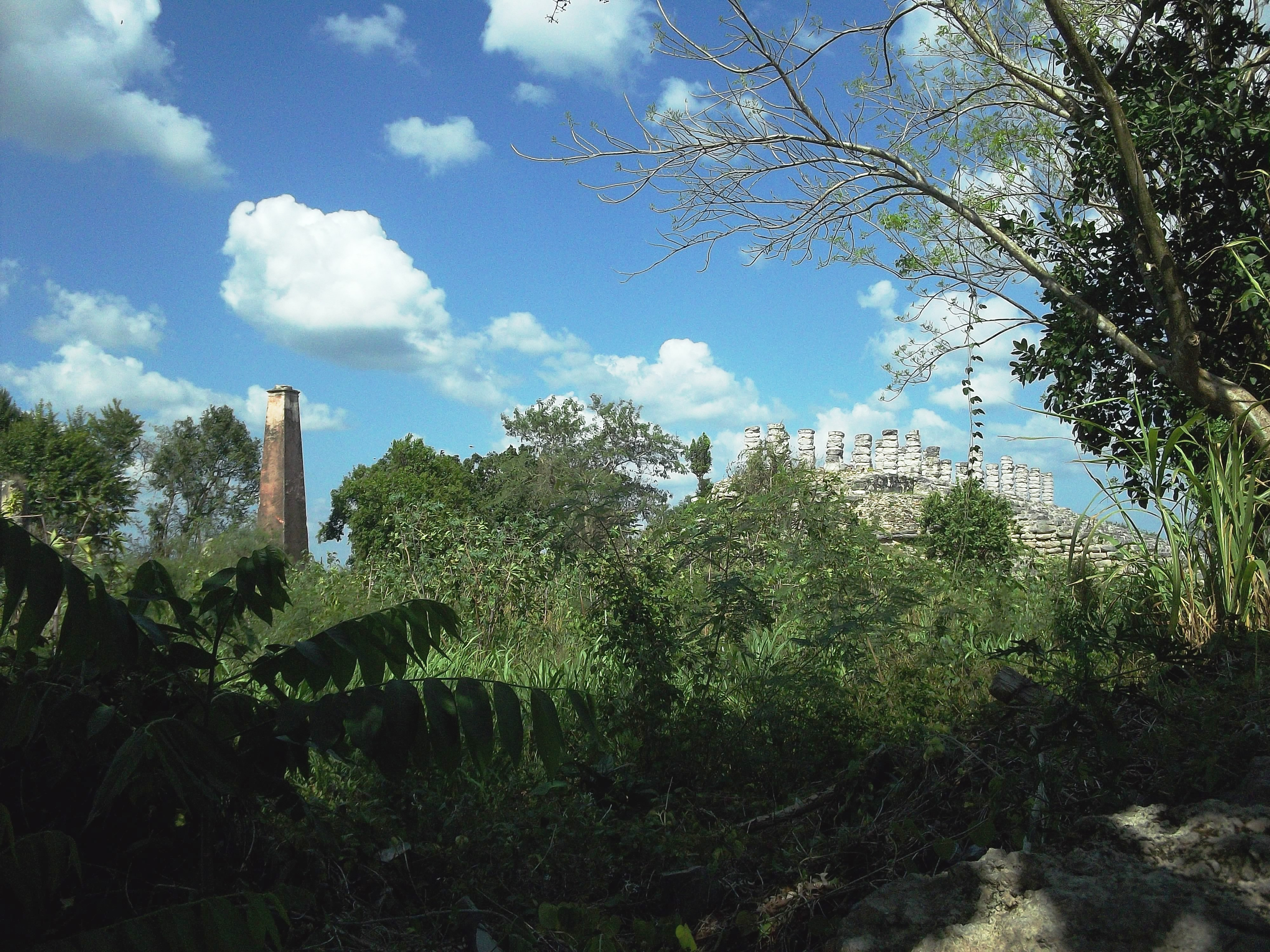
Zona arqueológica de Aké.
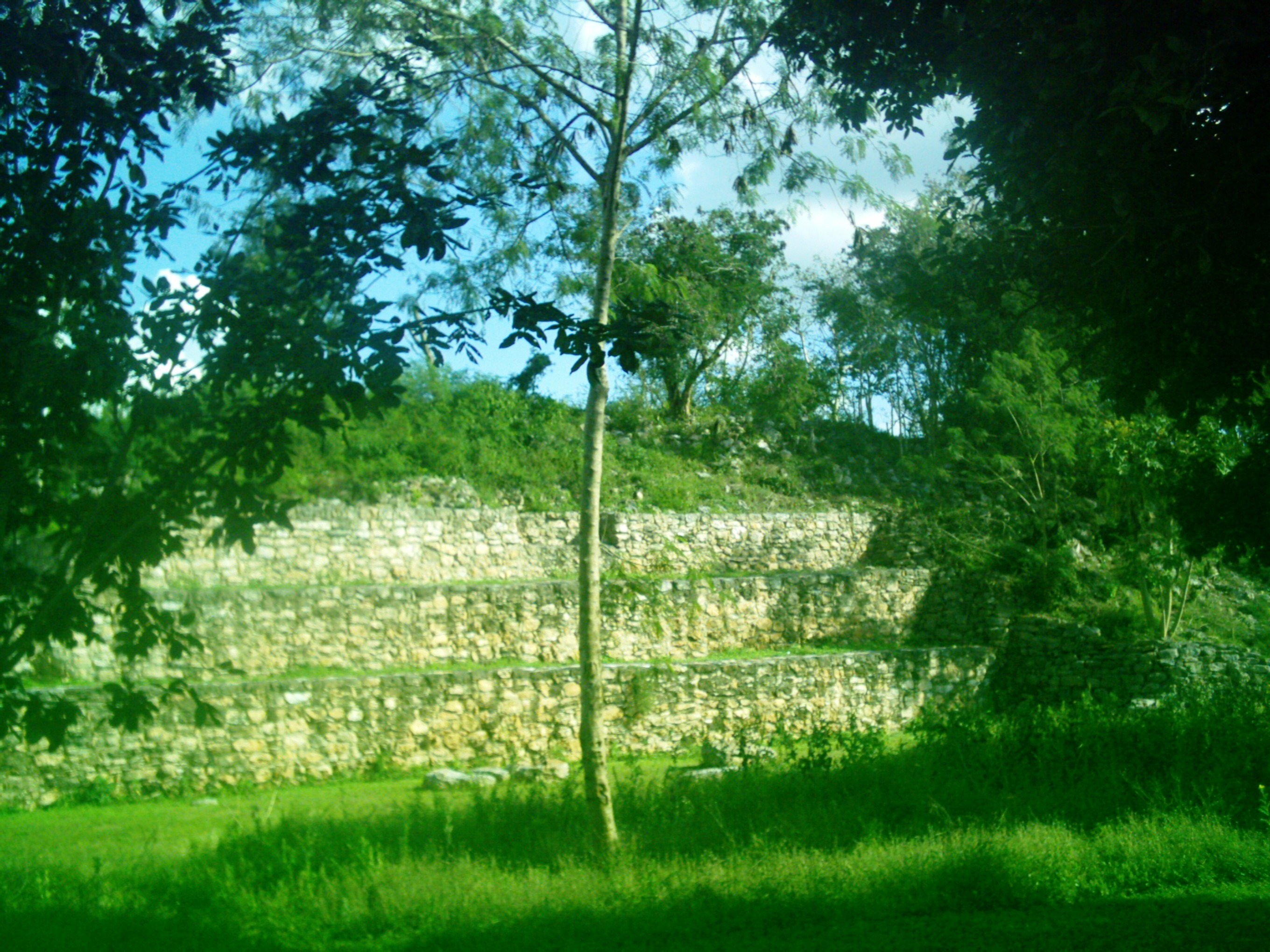
Zona arqueológica de Aké.
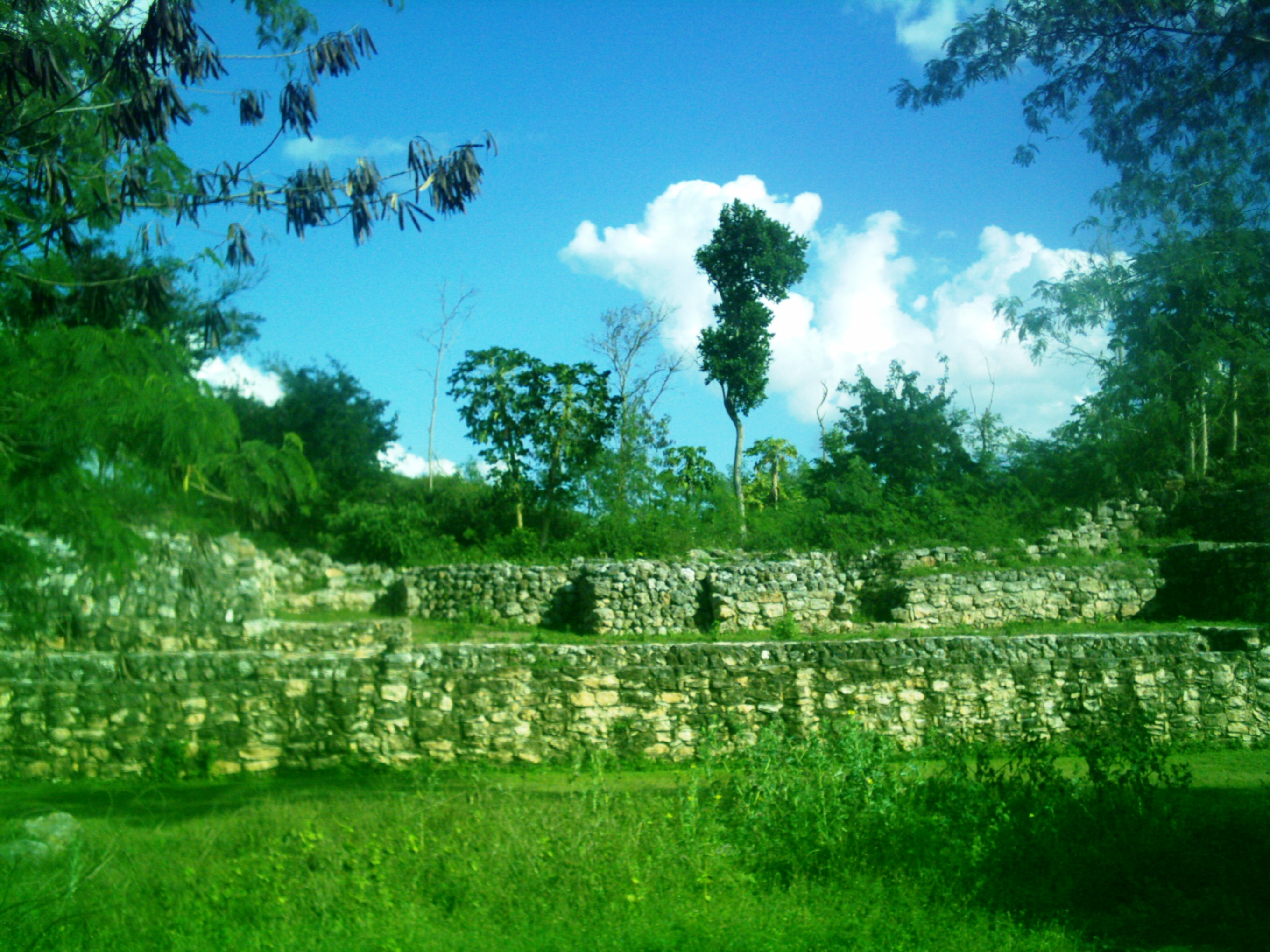
Zona arqueológica de Aké.
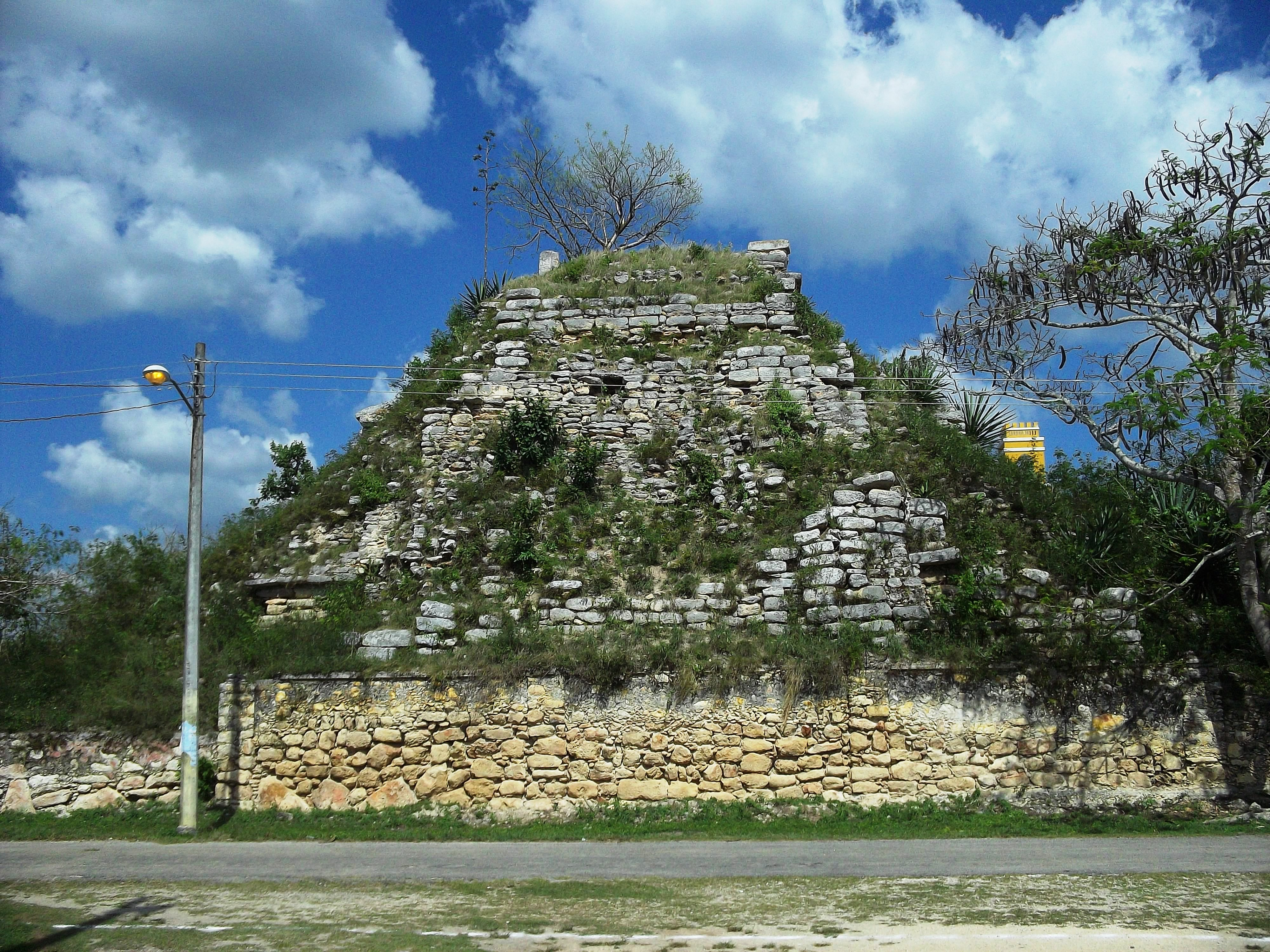
Zona arqueológica de Aké.
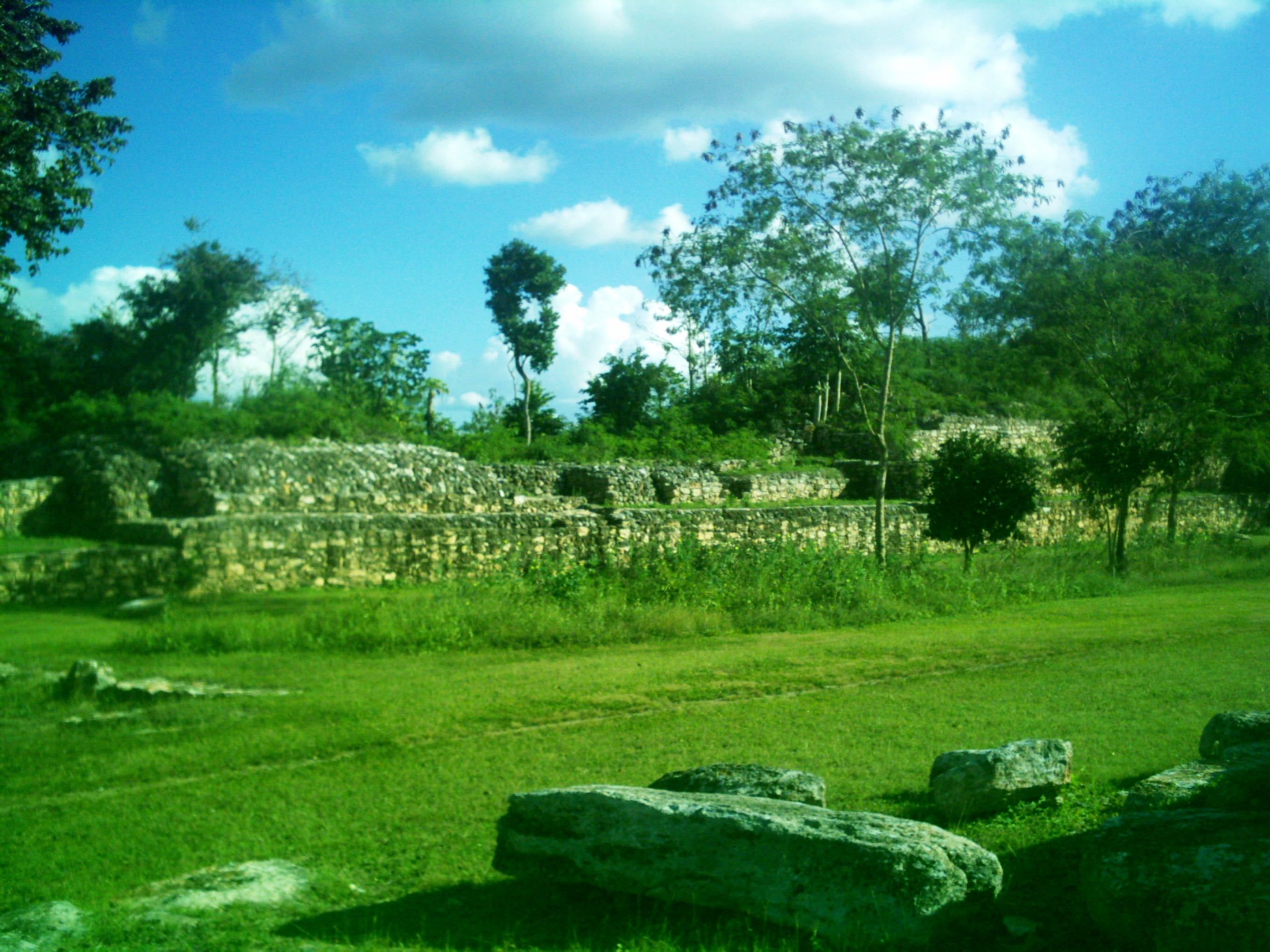
Zona arqueológica de Aké.
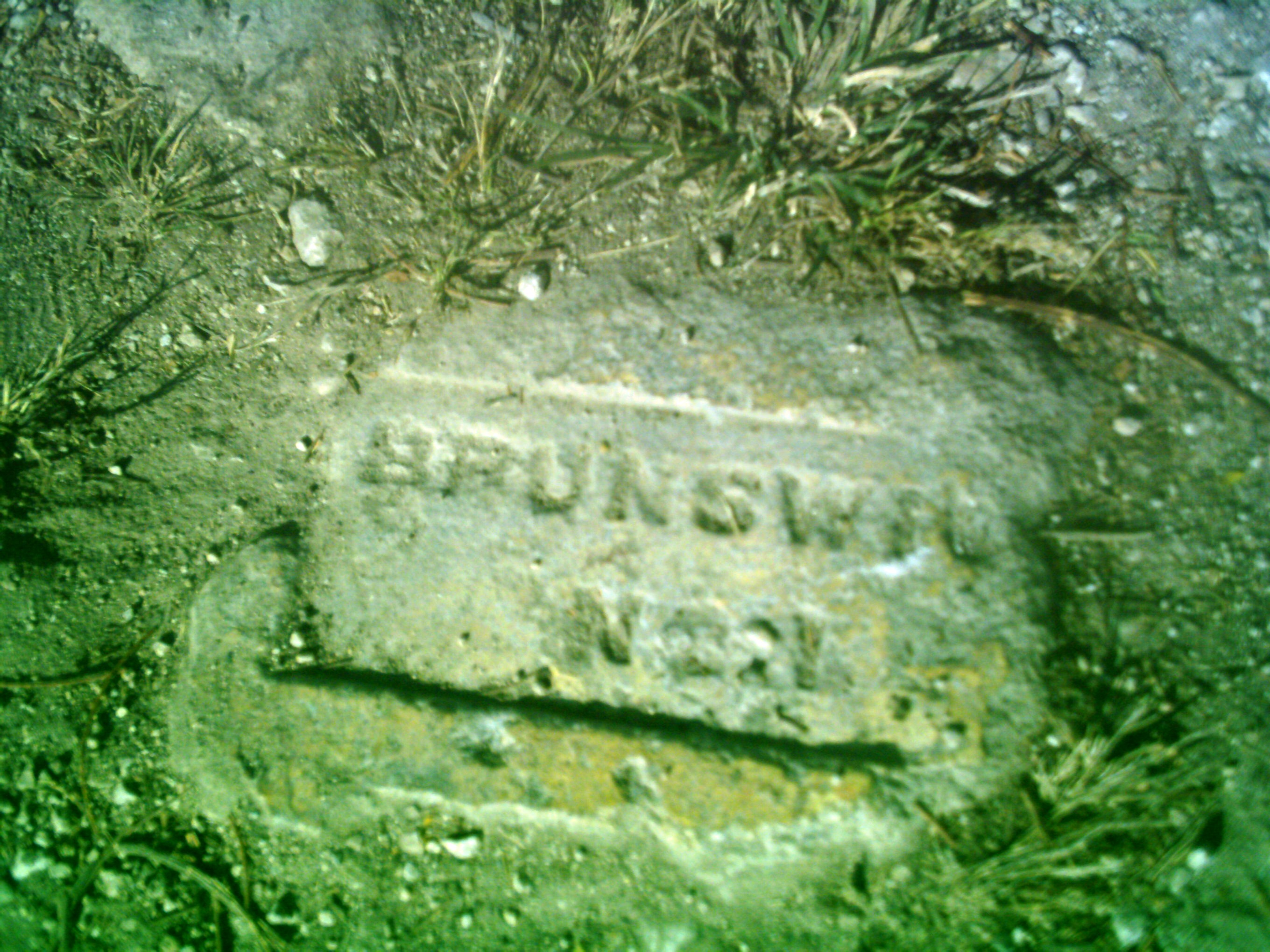
Adoquín de la hacienda Aké.
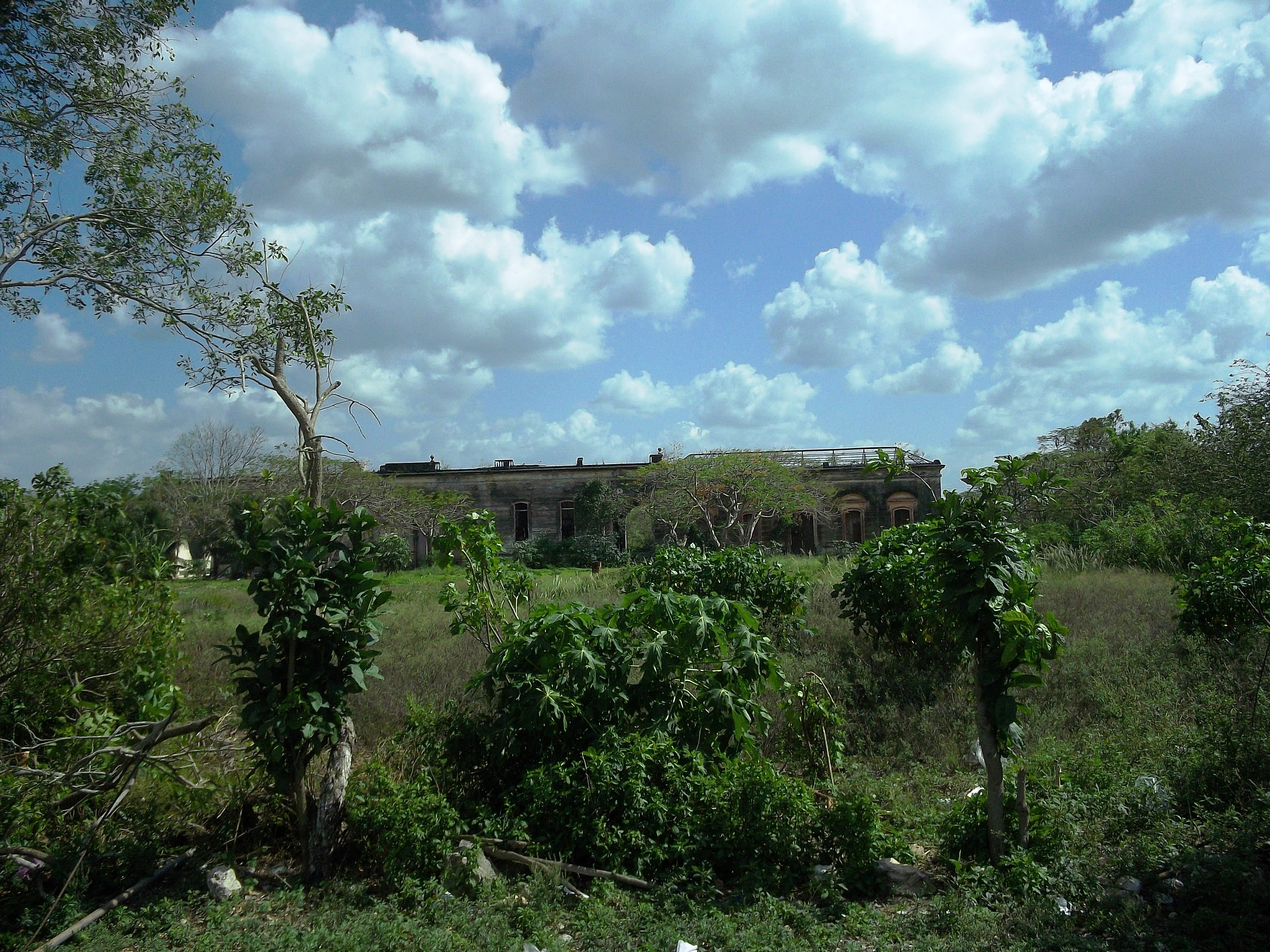
Hacienda de San Lorenzo de Aké.
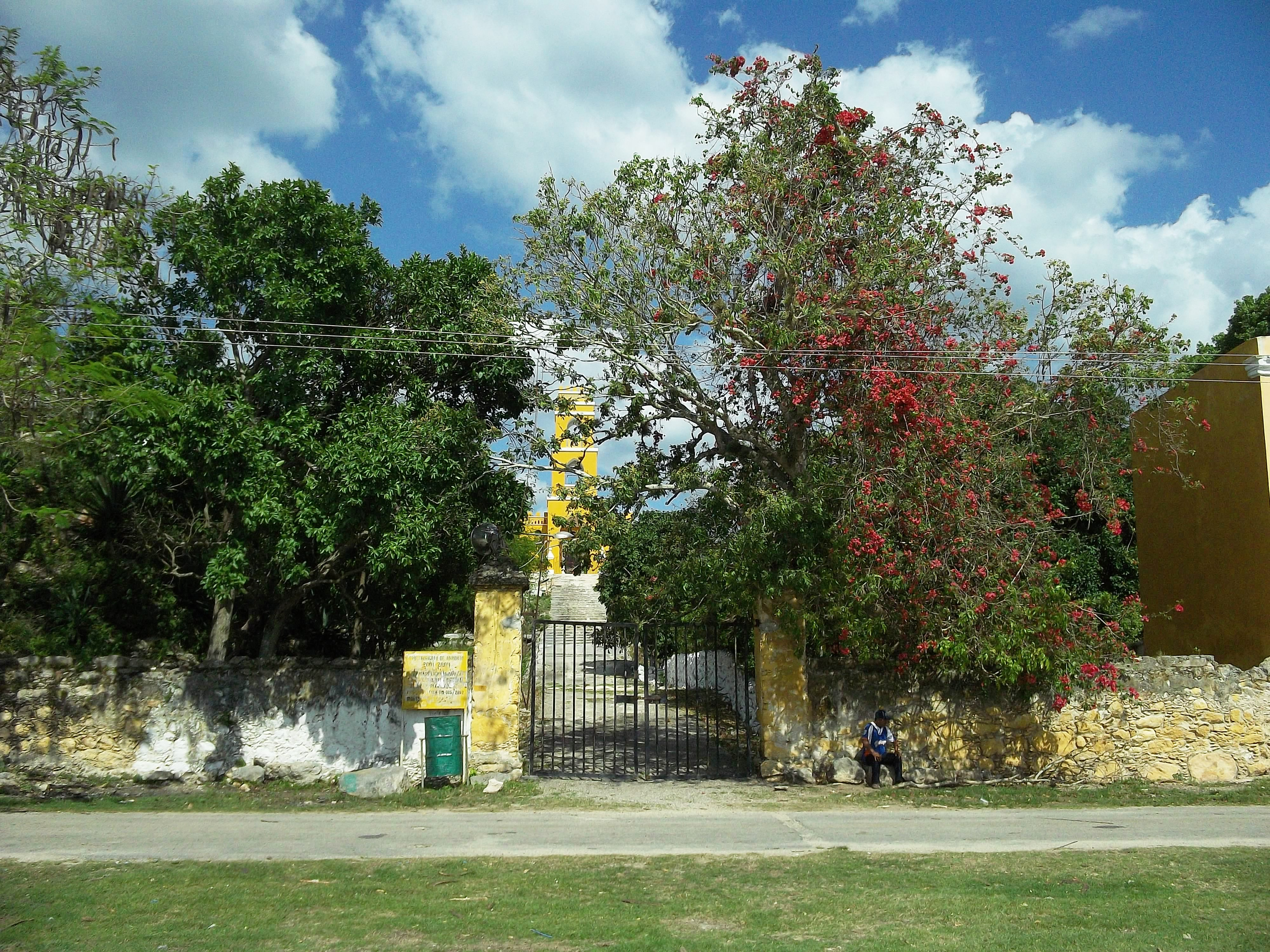
Iglesia de la hacienda San Lorenzo de Aké.
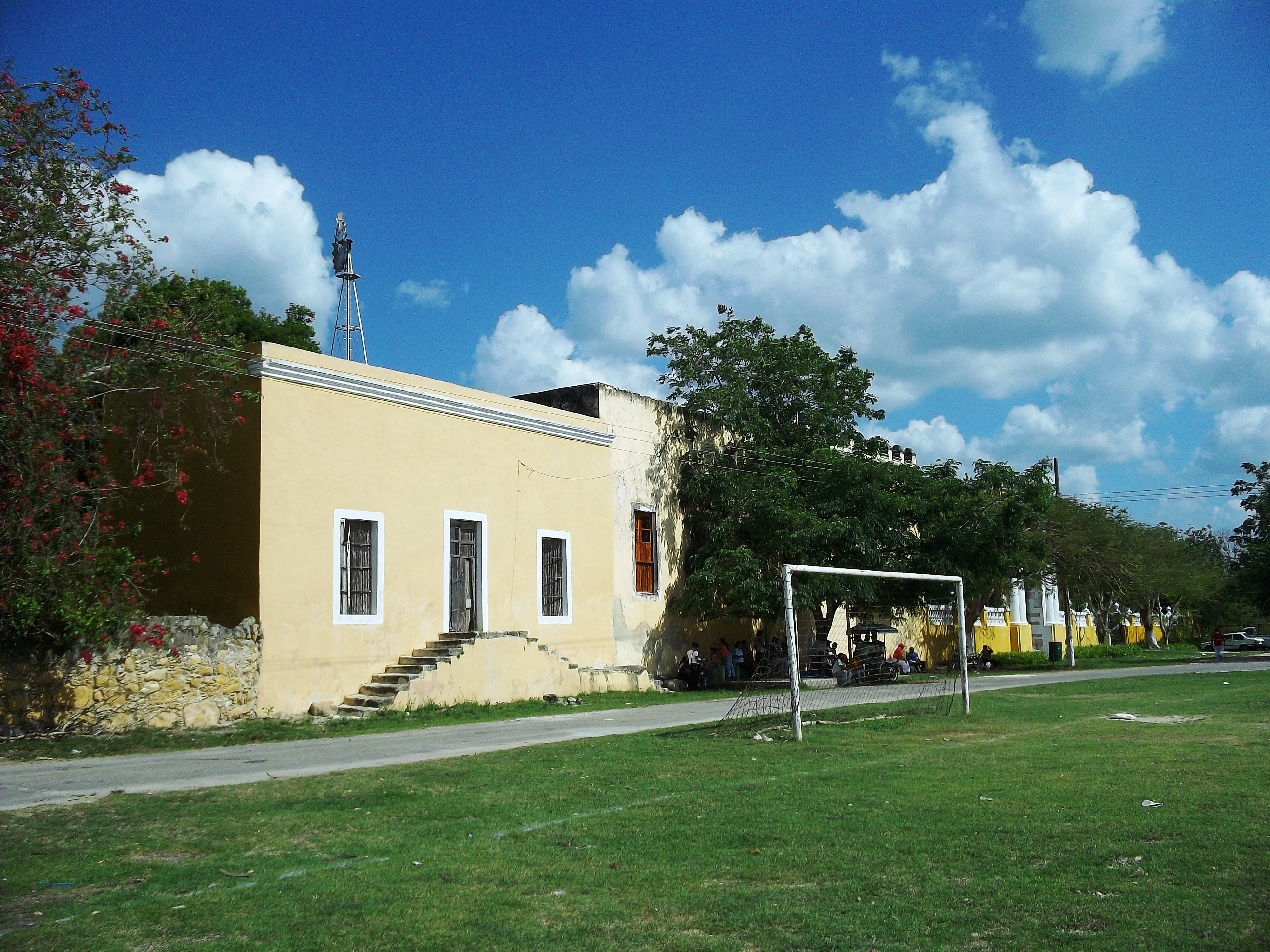
Hacienda San Lorenzo de Aké.
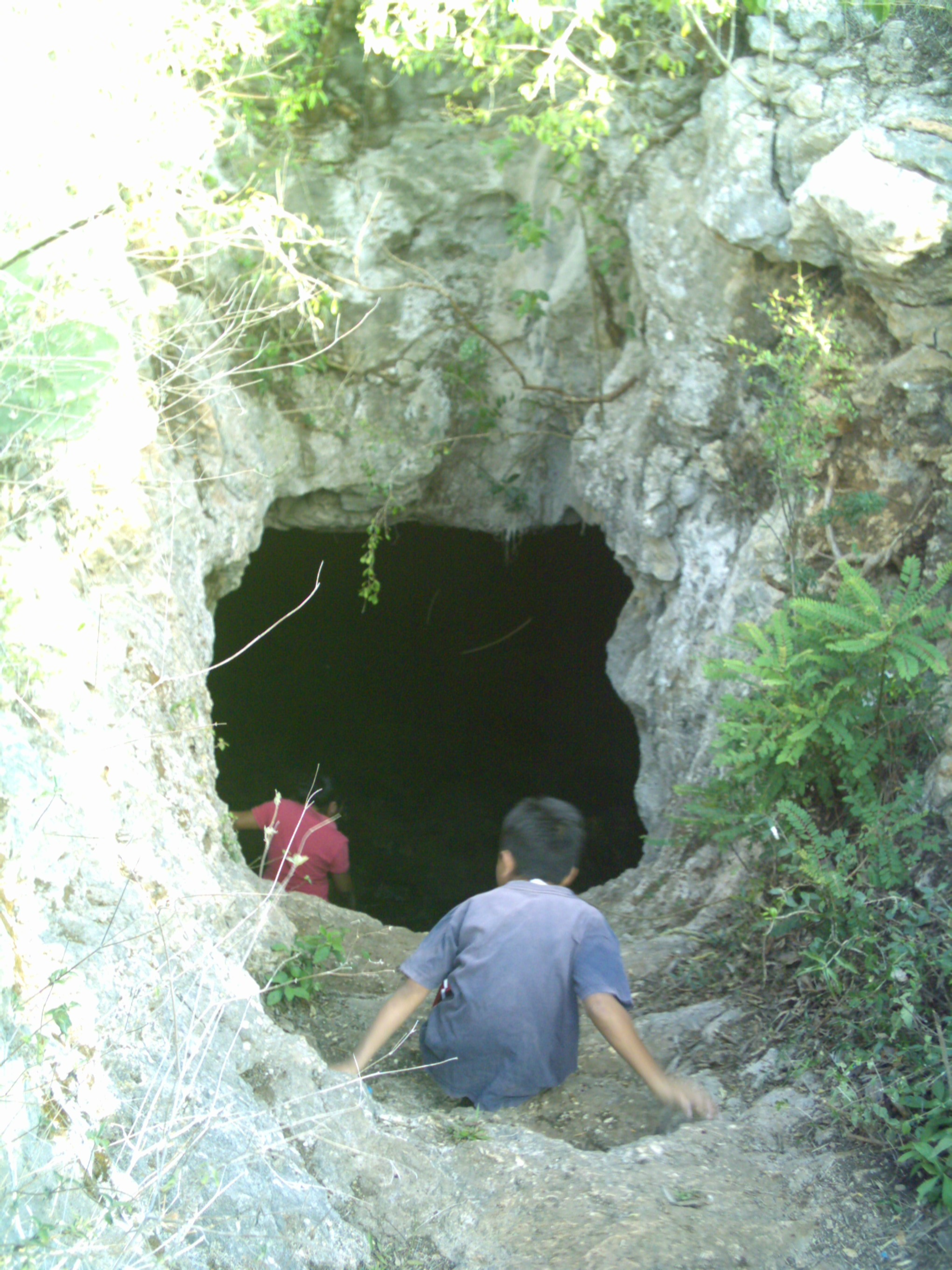
Entrada al cenote cercano a las ruinas de Aké.
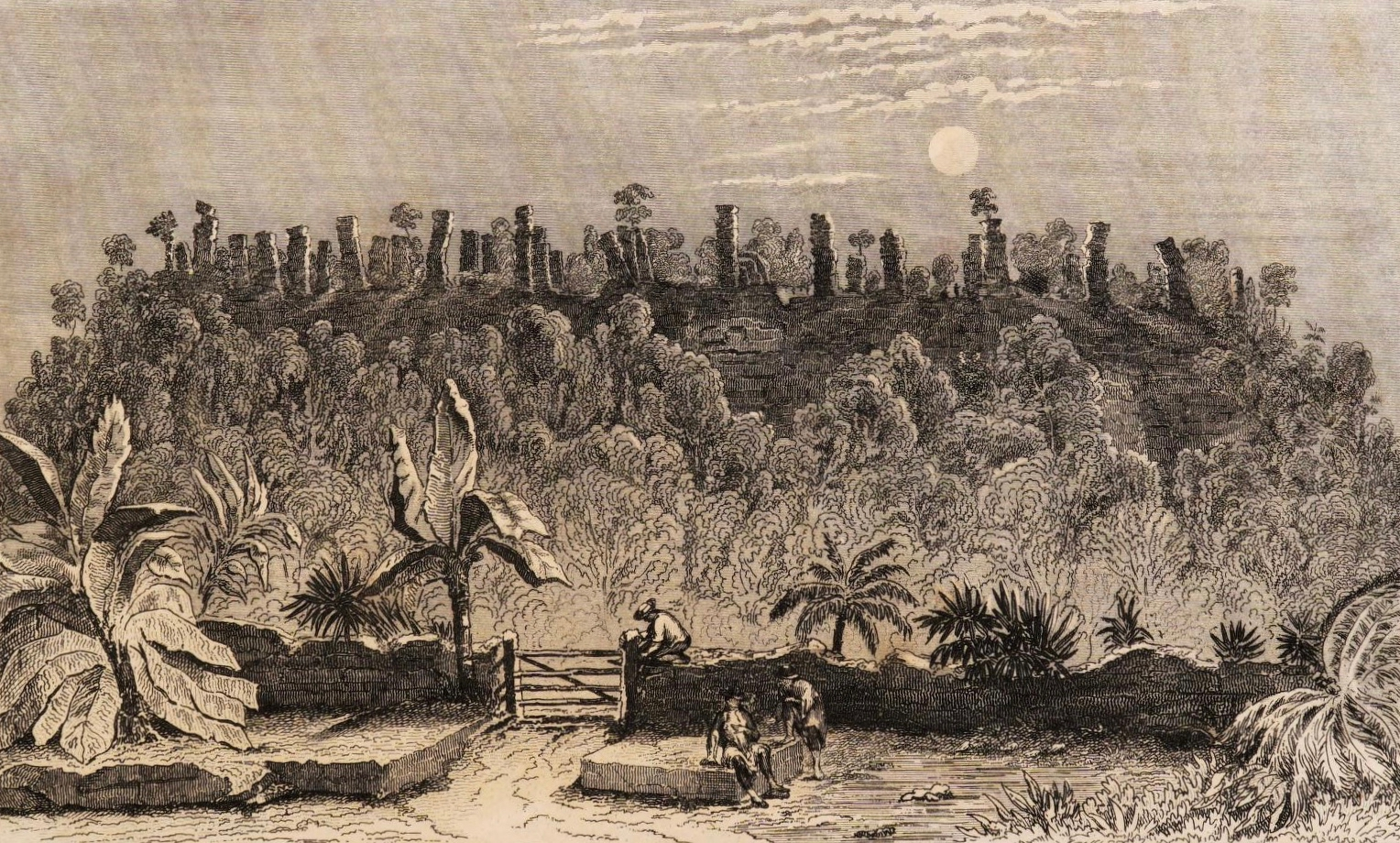
Palacio de Aké (1843) por F. Catherwood.